# Dreifaltigkeitskloster von Sergijew Possad

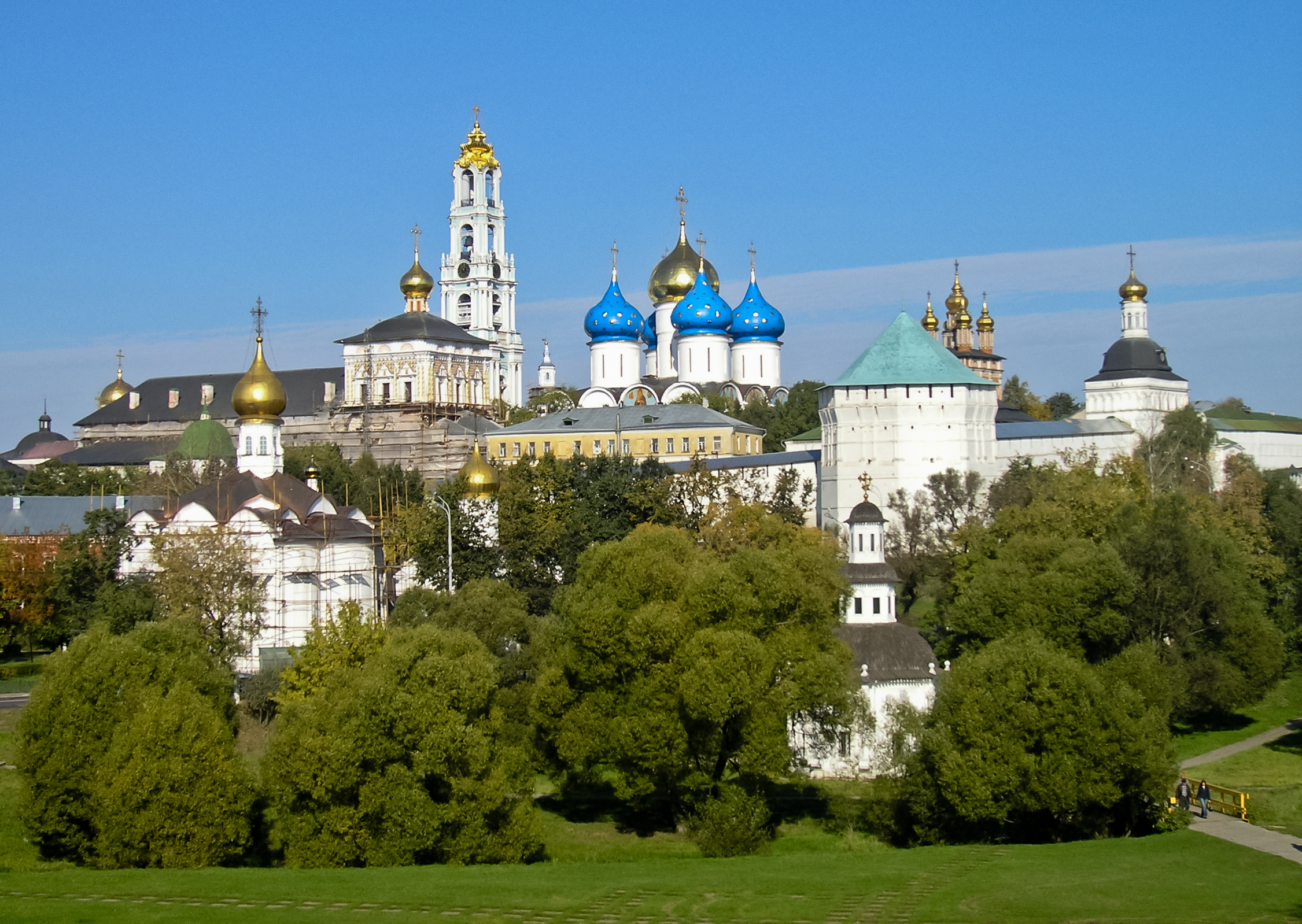
Gesamtansicht des Klosters

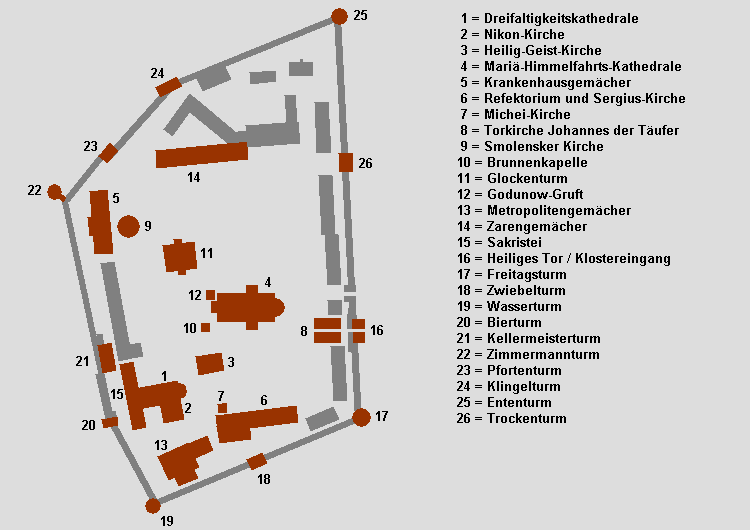
Geländeplan mit den wichtigsten Bauwerken

Das Kloster der Dreifaltigkeit und des Heiligen Sergius, auch Troice-Sergiev- bzw. Troize-Sergijew-Kloster (russisch Свято-Троицкая Сергиева лавра oder Троице-Сергиева лавра) genannt, ist ein russisch-orthodoxes Männerkloster in der rund 70 km nordöstlich von Moskau gelegenen Stadt Sergijew Possad (von 1930 bis 1991 Sagorsk). Es wurde um 1340 vom Heiligen Sergius von Radonesch gegründet und gilt seit Jahrhunderten als eines der bedeutendsten religiösen Zentren der Russisch-Orthodoxen Kirche. Das vom 15. bis 18. Jahrhundert entstandene architektonische Ensemble des Klosters gehört seit 1993 zum UNESCO-Welterbe.

## Geschichte

### Die Anfänge
Der volle Name des Klosters – „Lawra (= Kloster des ersten Ranges) der (Heiligen) Dreifaltigkeit und des Heiligen Sergius“ – geht zurück auf den Gründer des Stiftes, den in der Russisch-Orthodoxen Kirche vielfach verehrten Heiligen Sergius von Radonesch, der mit bürgerlichem Namen Bartholomäus hieß. Er war der jüngere Sohn eines Rostower Bojaren, der mit seiner Familie nach Radonesch gezogen war, eine etwa 15 km von der heutigen Stadt Sergijew Possad entfernte Ortschaft, die Sergius später seinen geistlichen Namen gab. Wie aus der Lebensbeschreibung (Schitije) des Sergius von Radonesch hervorgeht, die von seinem späteren Schüler Epiphanius dem Weisen verfasst wurde, war Sergius nahezu von Kindheit an ein frommer Gläubiger, der ein Einsiedlerleben anstrebte. Nach dem Tod seiner Eltern setzte er diesen Wunsch nun in die Tat um: Zusammen mit seinem älteren Bruder Stefan ging er in die Wälder, die Radonesch umgaben. Er begann an einem damals abgelegenen und von dem Flüsschen Kontschura umspülten Hügel ein Stift aufzubauen, das zunächst nur aus einer schlichten Holzkirche und einer Klause bestand. Die Kirche ließ Sergius auf die Heilige Dreifaltigkeit weihen, was später auch dem Kloster seinen Namen gab.

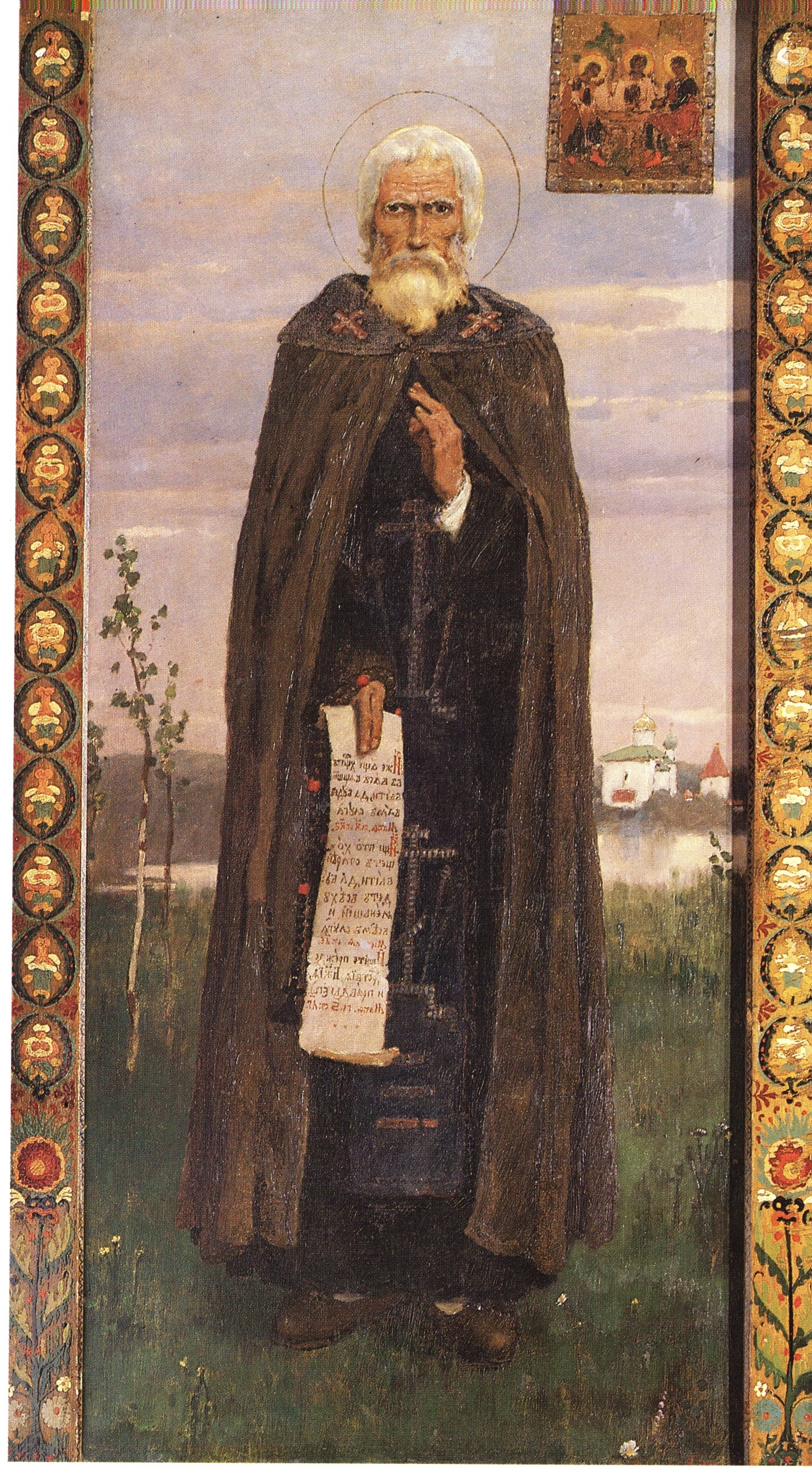
Der Heilige Sergius von Radonesch, Ikone von Wiktor Wasnezow (1882)

Das genaue Datum, wann die Gründung des Stiftes durch Sergius erfolgte, ist nicht mehr überliefert, es muss jedoch ungefähr zwischen 1340 und 1345 geschehen sein.
Während Sergius im kargen und entbehrungsreichen Einsiedlerleben eine Erfüllung fand, hielt Stefan dem nicht länger stand und zog in das (heute nicht mehr existente) Moskauer Epiphanien-Kloster fort. Nach einigen Monaten kamen jedoch weitere Mönche, die ebenfalls Abgeschiedenheit suchten, im Sergius’ Stift an. Allmählich bildete sich aus der kleinen Einsiedelei ein Kloster, dessen Vorsteher Sergius wurde. Als charismatische Persönlichkeit, die mit ihrem Fleiß, ihrer Enthaltsamkeit und Frömmigkeit den anderen Einsiedlern ein großes Vorbild war, erlangte Sergius von Radonesch bald eine weitläufige Bekanntheit, die immer mehr Mönche ins Dreifaltigkeitskloster zog und dem Stift auch die ersten Spenden brachte. Hinzu kam – wie die Lebensgeschichte des Ehrwürdigen Sergius von Radonesch schildert – eine Reihe von Wundern und Prophezeiungen, die den Einsiedlern die künftige Verwandlung ihres Stiftes zu einem der angesehensten und reichsten Klöster Russlands verhießen. So hatte demnach Sergius eine Lichtgestalt gesehen, die ihm verkündet haben soll: „Genauso wie die Zahl der Vögel, die jetzt zu dir gekommen sind, sich vermehrt, genauso wird sich die Zahl deiner Lehrlinge vermehren, und auch nach dir werden sie deinen Spuren folgen.“
Gegen Ende des 14. Jahrhunderts, also noch zu Lebzeiten des Ehrwürdigen Sergius, hatte dieser im geistlichen und auch im weltlichen Leben Russlands bereits einen beträchtlichen Einfluss gehabt. Unter anderem setzte er sich vielfach für die Aussöhnung der bislang verfeindeten russischen Fürstentümer und ihren Anschluss an das Moskauer Großfürstentum ein. Im Jahr 1380 erteilte Sergius dem Großfürsten Dmitri Donskoi seinen Segen für die bevorstehende Schlacht gegen die Mongolen am Kulikowo Pole und prophezeite ihm den Sieg, der dann auch tatsächlich erlangt wurde. Das überaus hohe Ansehen Sergius’ in russischen Landen verhalf auch seinem Stift, vor allem durch zahlreiche Spenden aus verschiedenen Bevölkerungsschichten, zu Wohlstand und Ruhm. Nach Sergius’ Tod und besonders nach seiner 1422 erfolgten Heiligsprechung wandelte sich das Stift zunehmend zu einer Pilgerstätte. Diese wurde von Gläubigen, welche die Befreiung Russlands von der jahrhundertelangen mongolisch-tatarischen Invasion vielfach als vom Ehrwürdigen Sergius vollzogenes Wunder sahen, als ein Symbol für den Patriotismus und den russischen Seelenreichtum in einer besonderen Weise verehrt.

### Das Kloster im 15. und 16. Jahrhundert

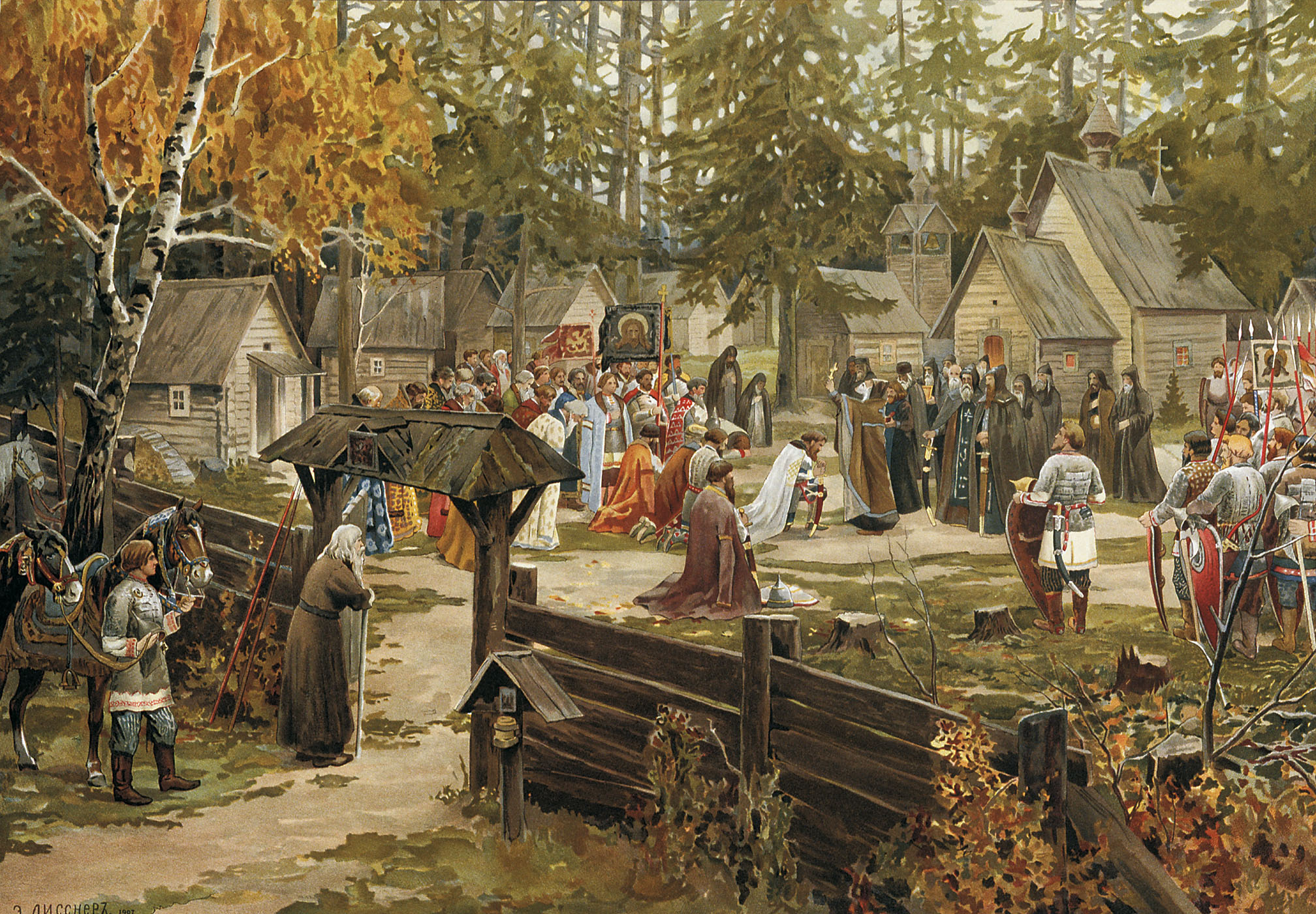
Das Dreifaltigkeitskloster Ende des 14. Jahrhunderts. Ein Gemälde (1907) von Ernst Lissner

Trotz des Wohlstandes des Dreifaltigkeitsklosters – oder auch gerade deswegen – sollte es noch bis ins 17. Jahrhundert hinein schwierige Zeiten erleben. Da sämtliche Klosterbauten ursprünglich aus Holz errichtet worden waren, wie es im damaligen Russland üblich war, und die Anlage anfangs kaum befestigt war, wurde sie nicht nur mehrfach von Bränden heimgesucht, sondern stellte auch ein leichtes Angriffsziel dar. So wurde das Kloster 1408 bei einem tatarischen Überfall vollständig verwüstet. Dank der unvermindert fließenden Spenden, die neben Geld auch zahlreiche Landübereignungen sowie Schenkungen wertvoller Kunstwerke beinhalteten, konnte die Anlage jedoch bald wiederaufgebaut werden, wobei dort ab jener Zeit auch die ersten steinernen Bauwerke entstanden. Dazu ist vor allem das älteste bis heute erhaltene Gebäude des Klosters zu zählen – die 1422 eingeweihte Dreifaltigkeitskathedrale, die über dem Grabmal des Ehrwürdigen Sergius erbaut wurde.
Zu Beginn des 16. Jahrhunderts genoss das Kloster in Russland bereits einen so hohen Stellenwert, dass auch Zaren und deren Angehörige dorthin pilgerten und oft auch Rat bei den Vorstehern des Klosters suchten. Bekannt ist beispielsweise, dass Iwan IV. „der Schreckliche“, der seinerzeit in der Dreifaltigkeitskathedrale getauft wurde, in der 1476 erbauten Kirche der Ausgießung des Heiligen Geistes den von ihm in einem Wutanfall verübten Totschlag an seinem Sohn abbetete – ein Geheimnis, das er dem Klostervorsteher denn auch als einer der wenigen Personen überhaupt beichtete. Klosterabt war zeitweise Artjomi. Ebenfalls Iwan IV. war es, der die 1585 fertiggestellte Mariä-Entschlafens-Kathedrale (auch Uspenski-Kathedrale) des Dreifaltigkeitsklosters stiftete. Anlass für deren Bau war, wie vielfach vermutet wird, der Sieg des Zaren über das tatarische Khanat Kasan im Jahre 1552 – das gleiche Ereignis also, dem auch die Moskauer Basilius-Kathedrale ihre Entstehung zu verdanken hat.
Ein weiteres bekanntes Bauwerk, das im 16. Jahrhundert innerhalb der Klostermauern erbaut wurde, ist die 1548 errichtete und 1623 umgebaute Nikon-Kirche, die über der Grabstätte des Klostervorstehers Nikon, des unmittelbaren Nachfolgers des Ehrwürdigen Sergius, aufgestellt wurde. Ebenfalls wurde in den 1550er-Jahren die Befestigungsanlage des Klosters rundum erneuert und eine neue, 1284 Meter lange steinerne Schutzmauer mit 11 Wehrtürmen rund um das Gelände an Stelle des bisherigen Holzzauns errichtet. Dies sollte sechs Jahrzehnte später eine entscheidende Rolle bei der Verteidigung des Klosters während des folgenschwersten Überfalls in seiner Geschichte spielen.

### Die Belagerung 1608–1610
Noch Mitte des 16. Jahrhunderts stellte das Dreifaltigkeitskloster aufgrund seiner Lage nahe den damaligen nordöstlichen Grenzen Moskowiens einen der Vorposten Moskaus im Falle von Angriffen aus östlicher Richtung. Die in den 1550er-Jahren durchgeführte Befestigung war daher ebenfalls durch den im Moskauer Kreml residierenden Iwan den Schrecklichen veranlasst worden, der für diesen Zweck denn auch großzügig gespendet hatte. Zu einem ernsthaften Verteidigungsfall kam es jedoch erst während der Zeit der sogenannten Smuta Anfang des 17. Jahrhunderts, als große Teile der russischen Gebiete, so auch nordöstlich von Moskau gelegene Städte wie Jaroslawl oder Susdal, von polnisch-litauischen Interventen eingenommen wurden. Bei der alsbald erfolgten Erstürmung des Dreifaltigkeitsklosters gingen diese besonders ausdauernd vor, da sie im wohlhabenden Kloster große Mengen an Schätzen vermuteten.
Mit dem Heranrücken der Invasoren steckten die Bewohner der benachbarten Dörfer ihre Häuser in Brand und fanden größtenteils Zuflucht hinter den Klostermauern. Zusammen mit ihnen sowie einer aus Moskau hergeschickten Truppe zählte die Verteidigung des Klosters etwa 3000 Mann, wohingegen die Invasoren über ein rund zehnmal so großes Aufgebot verfügten – ein Ungleichgewicht, das die Angreifer zunächst an einen raschen Sieg glauben ließ. Jedoch scheiterten die Erstürmungsversuche einer nach dem anderen, da die bis zu sechs Meter hohen und drei Meter dicken Klostermauern auch Artilleriebeschüssen standhielten. Daraufhin versuchten die Angreifer, einen geheimen Minengang unter einen der Wehrtürme zu graben, um ihn dann zur Explosion zu bringen und so die Mauer einzureißen. Aber auch das misslang, nachdem eine Gruppe von Verteidigern um den Preis ihres Lebens einen Ausfall unternahm und die Schießpulvervorräte des Angreifers zur Explosion brachte.
Im Endeffekt dauerte die polnisch-litauische Belagerung des Klosters rund 16 Monate, wobei insbesondere die Wintermonate den Klosterinsassen extreme Nöte brachten – so sollen der Hunger, die Kälte und die Seuchen mehr Leben gefordert haben als sämtliche Angriffe der polnisch-litauischen Truppen zusammengenommen. Insgesamt sollen laut Aufzeichnung eines Zeitzeugen 2125 Menschen im Kloster während der Belagerung ihr Leben verloren haben, Frauen und Kinder nicht mitgerechnet. Immer wieder versuchten die Angreifer, die Festung aufs Neue zu erstürmen, jedoch misslang das jedes Mal. Die Erlösung für die Klosterinsassen kam erst im Januar 1610, als die belagernden Truppen von einer aus Moskau herangerückten Abteilung geschlagen wurden und das Kloster endgültig aufgaben.

### Die Blütezeit (17. bis 19. Jahrhundert)
Galt das Dreifaltigkeitskloster dank seinem Begründer schon lange vor der besagten Belagerung als einer der Inbegriffe für den heldenhaften Patriotismus des russischen Volkes, festigte sich dieser Ruf nach der mühevoll überstandenen Belagerung noch viel weiter. Zahlreiche Spenden flossen schon bald nach Kriegsende, was dazu führte, dass die während der Belagerung beschädigten Bauwerke rasch wiederhergestellt werden konnten. Darüber hinaus wurden die Befestigungsanlagen samt Klostermauer im frühen 17. Jahrhundert noch besser ausgebaut, als sie vor der Belagerung gewesen waren, wenngleich seit 1610 kein Verteidigungsfall mehr eingetreten ist. Von den Spendengeldern wurden aber nicht nur alte Bauwerke wiederaufgebaut, sondern auch neue errichtet, von denen die meisten bis heute stehen. Zu dem im 17. Jahrhundert entstandenen Teil des heutigen Klosterensembles gehören unter anderem die Krankenhausgemächer (1635–1638), das Refektoriumsgebäude (1686–1692), die Kapelle über dem Mariä-Himmelfahrts-Brunnen (Mitte des 17. Jahrhunderts) und die Kirche Johannes des Täufers (1692–1699).

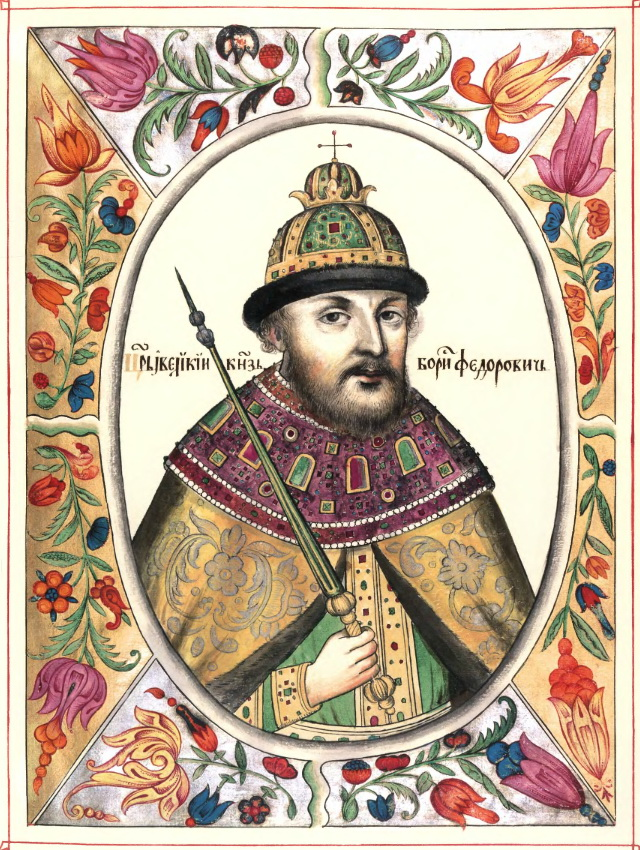
Zar Boris Godunow gehörte während seiner Herrschaftszeit zu den großzügigsten Spendern für das Dreifaltigkeitskloster. Auf dessen Gelände fand er später auch seine letzte Ruhestätte.

Ende des 17. und Anfang des 18. Jahrhunderts waren für das Dreifaltigkeitskloster die Zeit, in der das Klostervermögen durch immer weitere Spenden und Schenkungen seinen absoluten Höhepunkt erreichte: Nahezu im ganzen Zarentum Russland besaß das Kloster eigene Grundstücke und Dörfer, außerdem Klosterhöfe, Läden, Gasthöfe und sogar Industriebetriebe. Die gesamten Besitztümer des Dreifaltigkeitsklosters, die in einem seit den 1640er-Jahren extra geführten Klostervermögensverzeichnis dokumentiert sind, sollen von ihren Ausmaßen her mit den Besitztümern des Zaren vergleichbar gewesen sein. Im Laufe der Jahrhunderte hat das Kloster auch Kunstschätze gesammelt, darunter kostbare Ikonen, Gemälde aus verschiedenen Zeitepochen, Juweliererzeugnisse, Gegenstände der angewandten Kunst, einzigartige Handwerkserzeugnisse. In dem vom Kloster seinerzeit geführten Schenkungsbuch wurden die Namen der Spender verzeichnet. Oft war es so, dass sich der Wert der Gaben nach der Schwere der Sünde richtete, da sich reiche Personen durch Spenden an das Kloster der Heiligen Dreifaltigkeit einen Platz im Paradies erkaufen wollten. Neben Schenkungen wurde aber auch vieles, was von alten zerstörten Kirchen übrig blieb, dem Dreifaltigkeitskloster übergeben.
Der damalige enorme Reichtum des Stiftes und die Pilgerströme trugen auch maßgebend zur Entstehung der heutigen Stadt Sergijew Possad bei: Neben den umliegenden Dörfern entstanden vor den Klostermauern mehrere Handwerkeransiedlungen, in denen Ikonenmaler, Holzschnitzer und Spielzeugmacher besonders zahlreich vertreten waren. Diese Handwerke waren zur Blütezeit des Dreifaltigkeitsklosters in dessen Gegend besonders lukrativ, da es für jeden Pilger als ein Muss galt, nach dem Besuch des Klosters eine Ikone oder ein Holzspielzeug als Mitbringsel zu kaufen – die Ikonenmalerei und die Holzschnitzerei gehören noch heute zu den traditionellen Gewerben in Sergijew Possad und näherer Umgebung. Bis 1782 verschmolzen die Handwerkersiedlungen dann zu einem Possad, wie eine vorwiegend von Handwerkern und Kaufleuten bewohnte Ortschaft damals in Russland hieß.
Neben dem materiellen Reichtum erreichte auch das gesellschaftliche Ansehen des Dreifaltigkeitsklosters im 17. Jahrhundert seinen Höhepunkt, was insbesondere dazu führte, dass die Verbindung zwischen dem Kloster und dem Zarenhof immer enger wurde. So wohnten die Klostervorsteher üblicherweise auch Zarenkrönungsfeiern und anderen staatlichen Feierlichkeiten bei, und bei jedem Krieg pflegten es die Herrscher, vor dem Beginn der Feldzüge sowie danach zum Kloster zu pilgern. 1682 bot das Dreifaltigkeitskloster dem künftigen Zaren Peter I. „dem Großen“ mit dessen Halbbruder Iwan und Schwester Sofia Zuflucht vor den aufständischen Strelizen, und sieben Jahre später rettete sich Peter vor dem erneuten Strelizenaufstand, welcher diesmal von Sofia unterstützt wurde, ein weiteres Mal hinter die sicheren Klostermauern und kehrte nach dessen Niederschlagung bereits als Zar nach Moskau zurück. In dieser Zeit entstand nach dem Vorbild der Slawisch-Griechisch-Lateinischen Akademie das Priesterseminar.
1744 wurde das Dreifaltigkeitskloster per Dekret der Zarin Elisabeth mit dem Ehrentitel einer Lawra ausgezeichnet, der in der Russisch-Orthodoxen Kirche das Kloster des ersten Ranges bedeutet und den nur die wenigsten Stifte tragen dürfen. Seitdem hat es seine heutige vollständige Bezeichnung inne: „Lawra der Dreifaltigkeit und des Heiligen Sergius“.

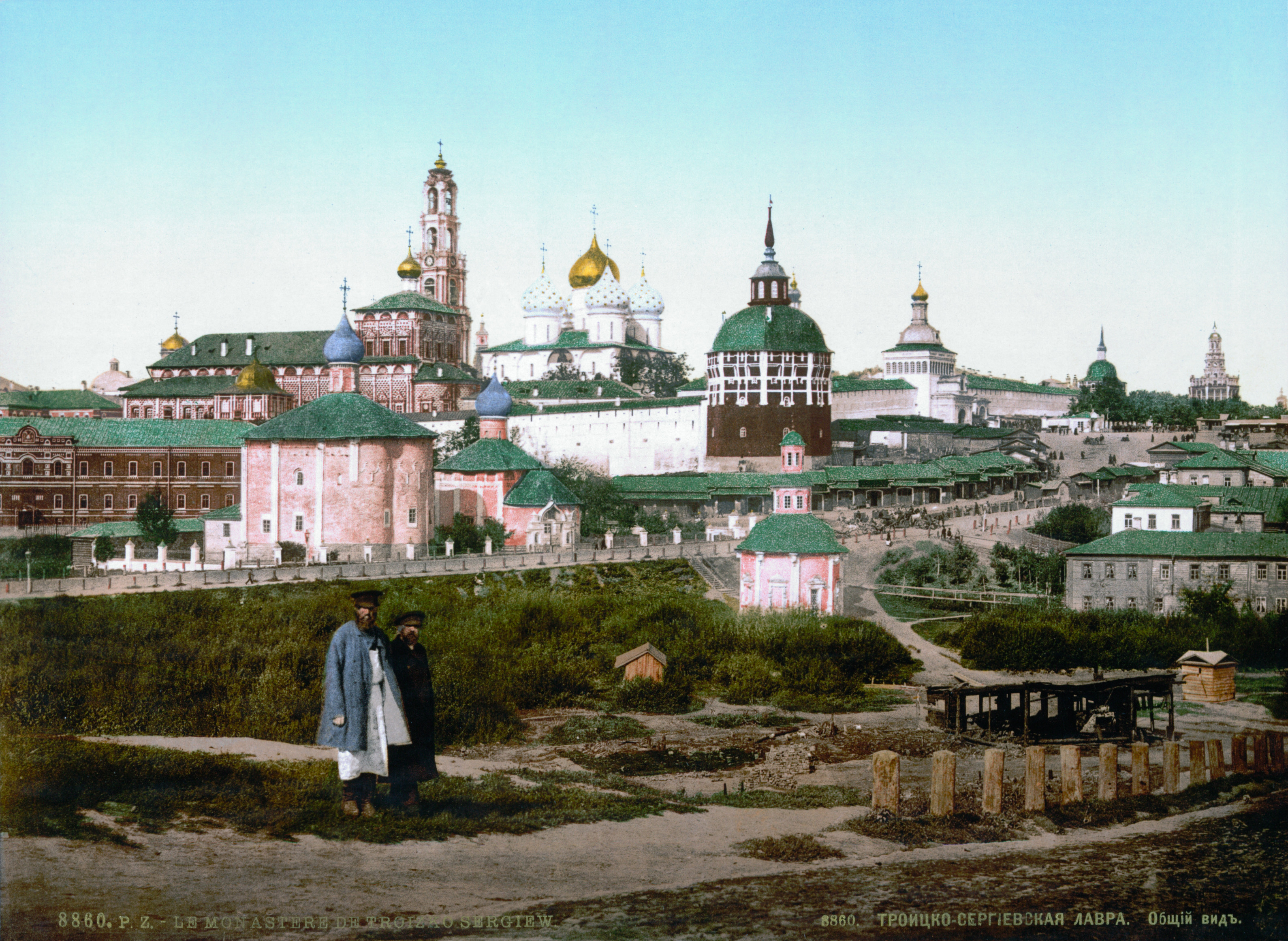
Das Kloster Anfang des 20. Jahrhunderts

Das spätere 18. sowie das 19. Jahrhundert brachten dem Kloster zwiespältige Veränderungen: In der Herrschaftszeit Katharina II. „der Großen“ wurde ein Großteil der Landbesitztümer des Klosters per Zarendekret des Jahres 1764, der alle russischen Klöster betraf, verstaatlicht, und dem Kloster stattdessen für seine Unterhaltung ein fester jährlicher Betrag aus der Staatskasse zugesprochen. Diese Reform schmälerte zwar den Reichtum der Lawra, tat jedoch ihrem gesellschaftlichen Ansehen und den Beziehungen zur Staatsmacht keinen Abbruch: Nach wie vor diente sie als Pilgerstätte auch für die Zaren, und unter Katharina der Großen war deren Beichtvater, der Moskauer Metropolit Platon, zugleich Vorsteher des Dreifaltigkeitsklosters. In dieser Periode wurde das heutige architektonische Ensemble des Klosters auch weitgehend vollendet: Zu der Dreifaltigkeitskathedrale, die nach wie vor den Mittelpunkt der Anlage bildete, und den Bauten aus den beiden vergangenen Jahrhunderten kamen monumentale Bauwerke, die auch für die damals in Russland vorherrschenden Architekturstile repräsentativ sind: Zu nennen sind unter anderem die Smolensker Kirche (1748), die komplett umgebauten Metropolitengemächer (1778) sowie das höchste Gebäude des Klosterensembles, der Glockenturm (1741–1770).
Zum Ende des 19. Jahrhunderts stellte die Lawra den Mittelpunkt der um sie herum inzwischen entwickelten Stadt Sergijew Possad dar und gehörte ungeachtet der großen Enteignung von 1764 nicht nur zu den vermögendsten kirchlichen Institutionen im Russischen Kaiserreich, sondern hatte auch einen überragenden Einfluss sowohl im wirtschaftlichen als auch im politischen Leben Sergijew Possads: Faktisch keine wichtige Entscheidung der Stadtverwaltung war ohne Mitwirkung des Klostervorstandes möglich. Anfang des 20. Jahrhunderts gehörten dem Kloster, das damals rund 400 Mönche beherbergte, unter anderem eine Druckerei, zwei Hotels sowie etliche Mietshäuser, Läden und Manufakturen in Sergijew Possad. Seit 1814 diente das Kloster zudem als Standort für die älteste Hochschule Russlands, die Moskauer Geistliche Akademie.

### Das Kloster im 20. Jahrhundert

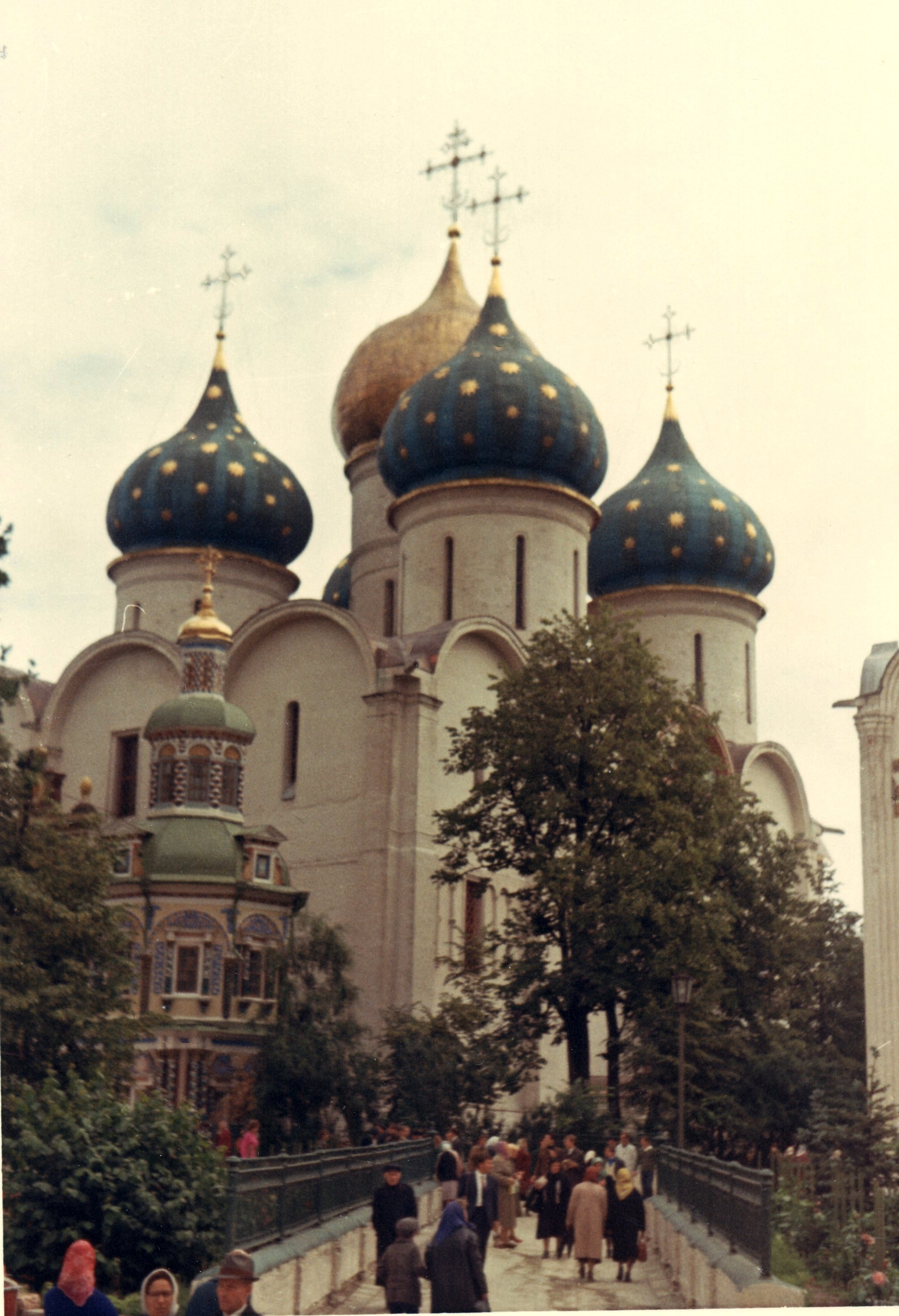
Mariä-Entschlafens-Kathedrale mit Brunnenkapelle (Juli 1968)

Der politische und gesellschaftliche Umbruch in Russland infolge der Oktoberrevolution im Jahr 1917 setzte, wie es auch in anderen Kirchen und Klöstern des russischen Staates der Fall war, dem geistlichen Leben der Lawra vorläufig ein Ende: Im Januar 1918 trat ein Dekret der Regierung Sowjetrusslands in Kraft, der alle Klöster des Landes nunmehr zum staatlichen Eigentum machte. Die Mönche und andere Belegschaft des Klosters wurden in der Nacht vom 2. auf den 3. November 1919 ausgewiesen, nicht wenige von ihnen mussten fliehen und sich verstecken. Ein Teil der Sergijew Possader Mönche fand Unterschlupf in den alten Mauern des nahen Klosters Tschernigowski Skit, das einst ebenfalls zum Besitztum der Lawra zählte. Auch die Geistliche Akademie wurde mit der Verstaatlichung des Klosters geschlossen.
Ein Großteil der Klosterbauten wurde indes von den neuen Machthabern als Wohn- oder Wirtschaftsgebäude zweckentfremdet, einige besonders markante Bauwerke – darunter die Dreifaltigkeitskathedrale – wurden offiziell zu einem Museum erklärt, wodurch die einstigen Schätze des Klosters nun erstmals durch die breite Öffentlichkeit besichtigt werden konnten. Dies konnte jedoch nicht verhindern, dass viele historische Gebäude des Ensembles vom Sowjetstaat vernachlässigt wurden und gegen Ende der 1930er-Jahre in einem bedrohlichen Zustand verweilten. Erst nachdem die Lawra 1940 den Status eines „staatlichen Museumsreservats“ erhielt – den in Russland höchsten Denkmalschutzstatus, den in ähnlicher Form beispielsweise der Moskauer Kreml oder die ehemalige Zarenresidenz in Kolomenskoje zu Moskau genießen – konnten die Bauten durch umfassende Erneuerungsmaßnahmen, die im Laufe der 1940er-Jahre durchgeführt wurden, vor dem Verfall bewahrt werden.
Darüber hinaus konnte im Jahr 1946 wieder eingeschränkt das religiöse Leben in der Lawra der Heiligen Dreifaltigkeit aufgenommen werden, nachdem Teile der Klosteranlagen der Russisch-Orthodoxen Kirche zurückgegeben wurden. 1948 nahm die Geistliche Akademie auf dem Klostergelände wieder den Lehrbetrieb auf. Heute zählt die Bruderschaft des Dreifaltigkeitsklosters etwa 170 Mönche (Stand 2020).
Im Jahre 1993 wurde das Dreifaltigkeitskloster von Sergijew Possad als eines der ersten Denkmäler Russlands von der UNESCO in die Liste des Weltkulturerbes aufgenommen. Dies wurde nicht zuletzt durch aufwändige Restaurierungsarbeiten ermöglicht, die in den 1940er- und 1960er-Jahren durchgeführt wurden und einer Reihe architektonisch wertvoller Klosterbauten, die in der Zwischenzeit in die Jahre gekommen oder durch ungeschickte Neuerungen entstellt waren, ihr ursprüngliches Aussehen verliehen haben.

## Die Klosteranlage
Das Ensemble des Dreifaltigkeitsklosters erinnert bis heute in seinem Aufbau stark an eine Festung – ein Überbleibsel aus dem 16. und 17. Jahrhundert, als das Kloster stark angriffsgefährdet war und einmal in seiner Geschichte, in den Jahren 1608 bis 1610, sogar eine 16-monatige Belagerung abwehren musste. Insgesamt elf Wehrtürme entlang einer knapp 1300 Meter langen Schutzmauer boten den Klosterinsassen zu jener Zeit Schutz gegen Angreifer. Über dem Heiligen Tor, dem Haupteingang des Klosters, dokumentieren Fresken diese Geschichte. Innerhalb der Mauern befinden sich allein neun Kirchengebäude, außerdem u. a. der 88 Meter hohe Glockenturm, das Refektorium, die Krankenhausgemächer, die Metropolitengemächer, das ehemalige Zarenpalais und mehrere Gebäude mit den Mönchsklausen. Alle Bauten stehen heute unter Denkmalschutz. Für Besucher und Pilger ist das Kloster täglich von 5 bis 21 Uhr geöffnet, an den wichtigsten kirchlichen Feiertagen sowie am Gedenktag des Heiligen Sergius rund um die Uhr. Der nördliche Teil des Klosters, wo sich die meisten Mönchsklausen und Gebäude der Geistlichen Akademie befinden, ist für die Öffentlichkeit im Allgemeinen nicht zugänglich.

### Dreifaltigkeitskathedrale

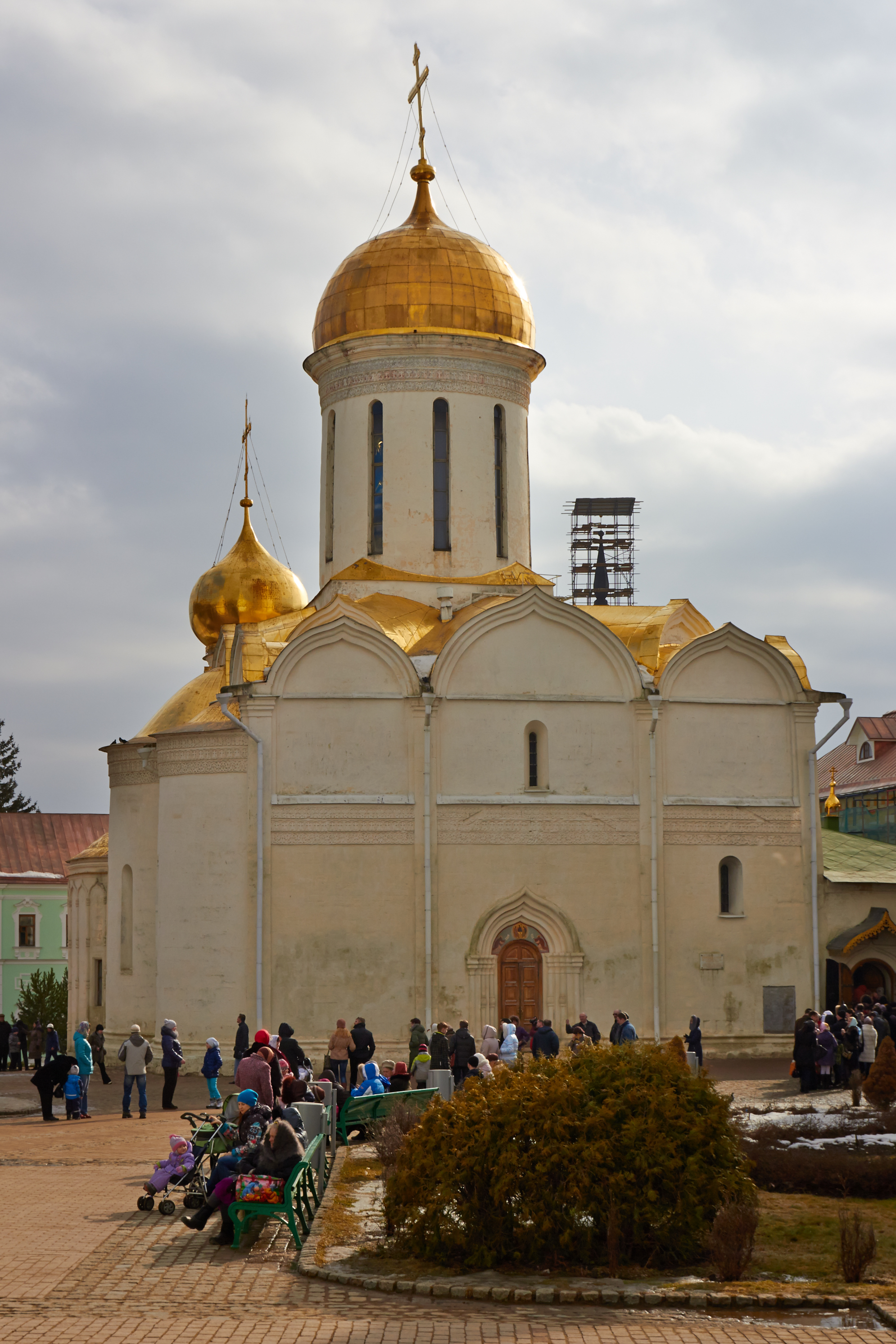
Dreifaltigkeitskathedrale

Die Dreifaltigkeitskathedrale (Троицкий собор) ist das älteste bis heute erhaltene Gebäude des Klosters und gilt als das zentrale Element des Klosterensembles. Sie wurde im Jahre 1422, kurz nach dem Ableben des Heiligen Sergius, auf Geheiß dessen Nachfolgers Nikon errichtet. Überlieferungen zufolge wurde die Kathedrale seinerzeit vom Swenigoroder Fürsten Juri Dmitrijewitsch gestiftet, einem Sohn von Dmitri Donskoi – jenes Großfürsten also, der im Jahr 1380 im Dreifaltigkeitskloster den Segen des Ehrwürdigen Sergius vor seiner entscheidenden Schlacht gegen die Tataren einholte.
Obwohl die Kathedrale als Hauptbauwerk des Klosters gilt, ist sie in ihrer äußeren Ausstattung vergleichsweise schlicht und sachlich gehalten und wird, charakteristisch für russische Sakralbauten der damaligen Zeit, von einem zentralen Zwiebelturm mit vergoldeter Kuppel gekrönt. Erbaut wurde die Kathedrale aus weißem Stein, einer im Moskauer Fürstentum damals üblichen Bausubstanz.
Auf einen ebenfalls eher bescheidenen Vorraum folgt der Kirchenraum mit einer prächtigen Ikonostase, die den Altar von der Kirchengemeinde trennt. Die dortigen Ikonenreihen – die meisten von ihnen wurden im 15. Jahrhundert vom Mönch und Ikonenmaler Andrei Rubljow sowie seinen Schülern erschaffen – erzählen, von oben nach unten und von links nach rechts gelesen, die biblische Geschichte in Bildern. Der zentrale Bestandteil der Reihe – die Dreifaltigkeitsikone, zugleich das berühmteste Werk Andrei Rubljows – war in der Moskauer Tretjakow-Galerie im Original zu sehen und wurde 2022 an die Russisch-Orthodoxe Kirche zurückgegeben. In den 1420er-Jahren war der zentrale Kirchenraum zusätzlich mit Fresken ausgeschmückt worden, von denen viele ebenfalls von Andrei Rubljow stammten. Allerdings sind die Originalmalereien nicht mehr erhalten geblieben. Die heutige Bemalung der Innenwand der Dreifaltigkeitskathedrale besteht aus Nachbildungen, die größtenteils in den 1630er-Jahren erschaffen wurden.
Rechts neben der Ikonostase steht das Hauptheiligtum der Dreifaltigkeitskathedrale: der silberne Reliquienschrein, in dem die Überreste des Heiligen Sergius ruhen. Die Dreifaltigkeitskathedrale mit dem Sergius-Schrein stellt das Hauptziel der Pilger dar und ist auch der Ort, an dem Mönche des Dreifaltigkeitsklosters ihre Mönchsweihe annehmen. In der Kathedrale werden mehrmals täglich Gottesdienste zelebriert.

### Nikon-Kirche

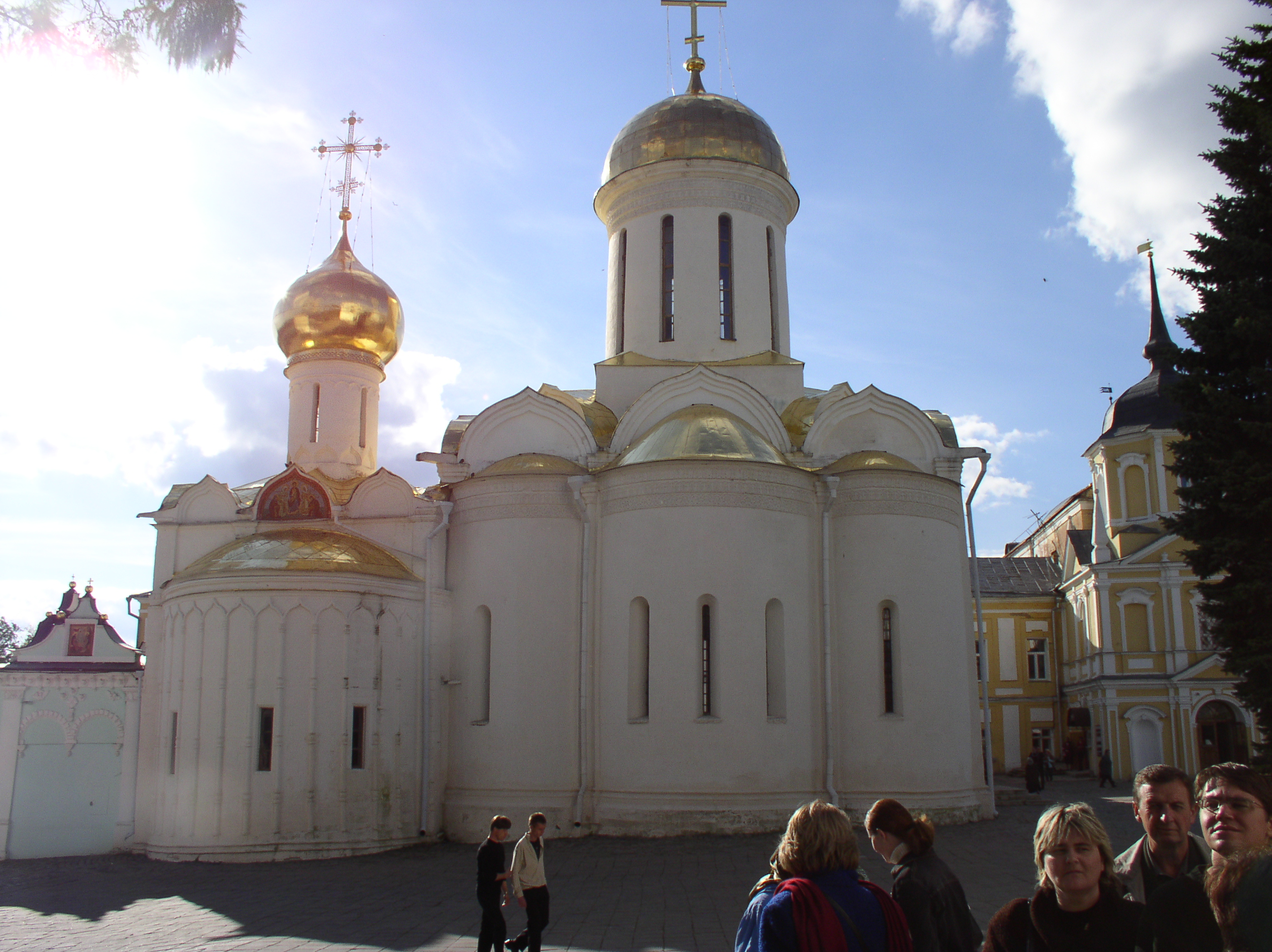
Nikon-Kirche (links) und Dreifaltigkeitskathedrale

Die Nikon-Kirche (Никоновская церковь) wurde zu Ehren des Ehrwürdigen Nikon errichtet, eines Schülers Sergius’ von Radonesch und dessen Nachfolgers als Klostervorsteher, der von der Russisch-Orthodoxen Kirche ebenfalls heiliggesprochen wurde. Ursprünglich 1548 erbaut, stammt sie in ihrer jetzigen Form aus dem Jahr 1623 und ist unmittelbar an die Südseite der Dreifaltigkeitskathedrale herangebaut. Aus diesem Grund wirkt sie auch architektonisch wie eine kleinere Kopie der Dreifaltigkeitskathedrale – hierdurch wollte man die geistige Verbundenheit Nikons mit seinem Lehrer zum Ausdruck bringen.
Ähnlich wie die Dreifaltigkeitskathedrale war die Nikon-Kirche ursprünglich mit Fresken geschmückt, die nicht mehr erhalten geblieben sind. Heute bilden eine im 20. Jahrhundert nachgebaute vergoldete Ikonostase sowie der hölzerne Schrein mit den Reliquien des Ehrwürdigen Nikon den Mittelpunkt des Innenraums der Kirche. Gottesdienste werden in der Nikon-Kirche jährlich am 30. November zum Gedenktag des Namensgebers zelebriert.

### Kirche der Ausgießung des Heiligen Geistes

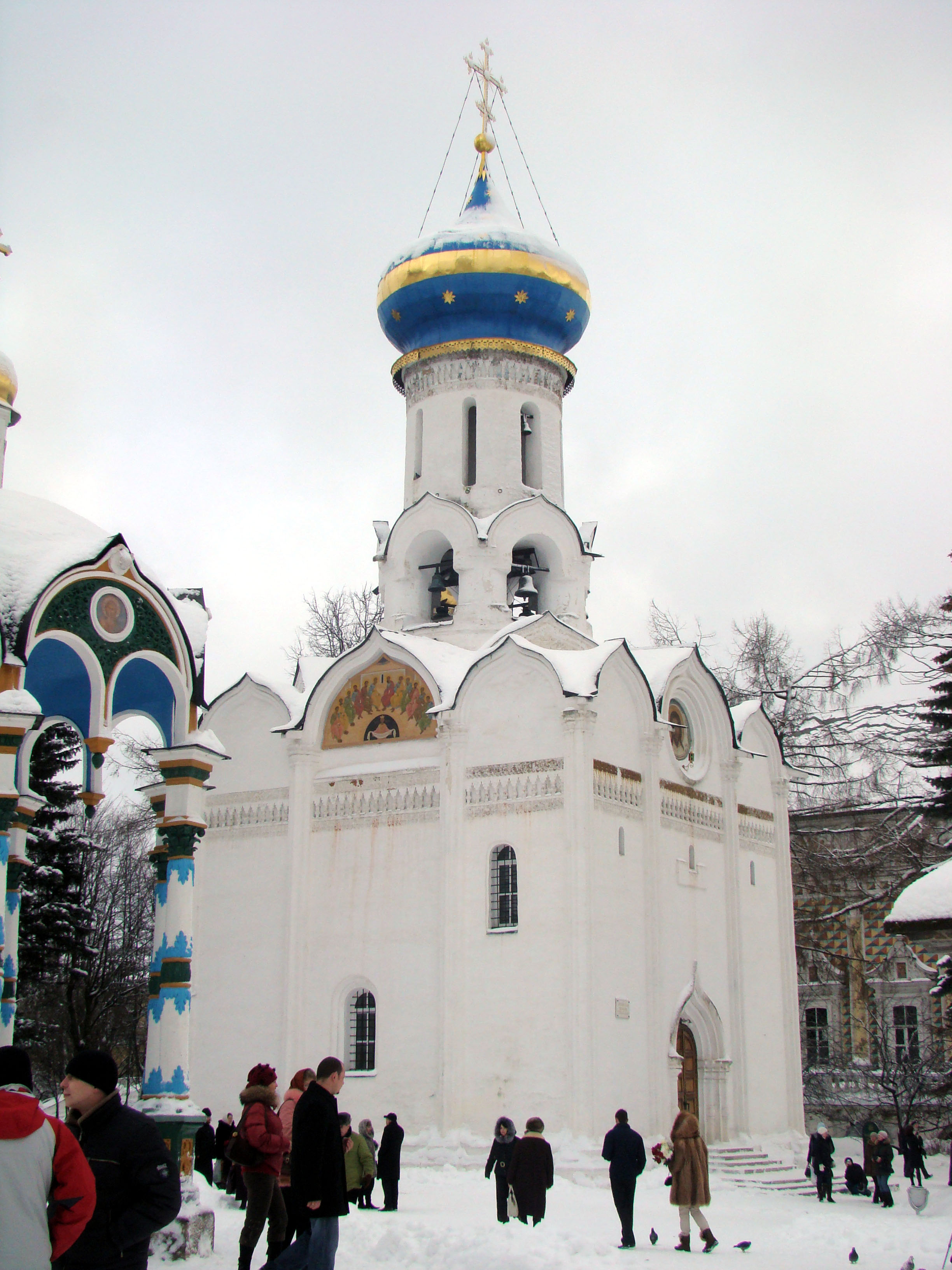
Kirche der Ausgießung des Heiligen Geistes

Die Kirche der Ausgießung des Heiligen Geistes (Храм во имя Сошествия Святого Духа на апостолов), auch Heilig-Geist-Kirche oder Pfingstkirche genannt, steht etwas östlicher der Dreifaltigkeitskathedrale. Sie wurde 1476 errichtet und gehört damit ebenfalls zu den ältesten Bauwerken der Lawra. Die wesentlichste Besonderheit der Heilig-Geist-Kirche ist die Tatsache, dass sie von Baumeistern aus Pskow erbaut und gestaltet wurde, einer altrussischen Stadt, die zum damaligen Zeitpunkt noch nicht zum Moskauer Großfürstentum gehört hatte, sondern einen eigenen Staat bildete. Es ist zu vermuten, dass man mit der Einladung an Pskower Architekten für die Mitgestaltung des Dreifaltigkeitsklosters ein Zeichen für die geistige und kulturelle Einheit der russischen Fürstentümer setzen wollte – eine Angelegenheit, für die sich gerade der Heilige Sergius seinerzeit stark engagiert hatte.
Äußerlich ist die Kirche von ihren Fassadenformen her vielen anderen russisch-orthodoxen Sakralbauten ähnlich. Allerdings weist sie eine für das damalige Pskow charakteristische, für Moskau jedoch eher ungewöhnliche Eigenschaft auf: Die Kirchenglocken befinden sich nicht wie üblich in einem separat stehenden Glockenturm, sondern im unteren Teil des Kirchturmes unter der Kuppel. Die Glocken wurden auf die in Pskow übliche Art betätigt, indem man sie von unten mit einem Seil, das nicht über einen Klöppel, sondern einen beweglichen Balken auf die Glocke selbst wirkte, in Bewegung versetzte. Über Jahrhunderte diente der Kirchturm den Klosterinsassen und Anwohnern umliegender Ortschaften als Beobachtungswarte für den Fall eines Angriffs, wobei die Glocken als Alarmzeichen betätigt wurden.

### Mariä-Entschlafens-Kathedrale

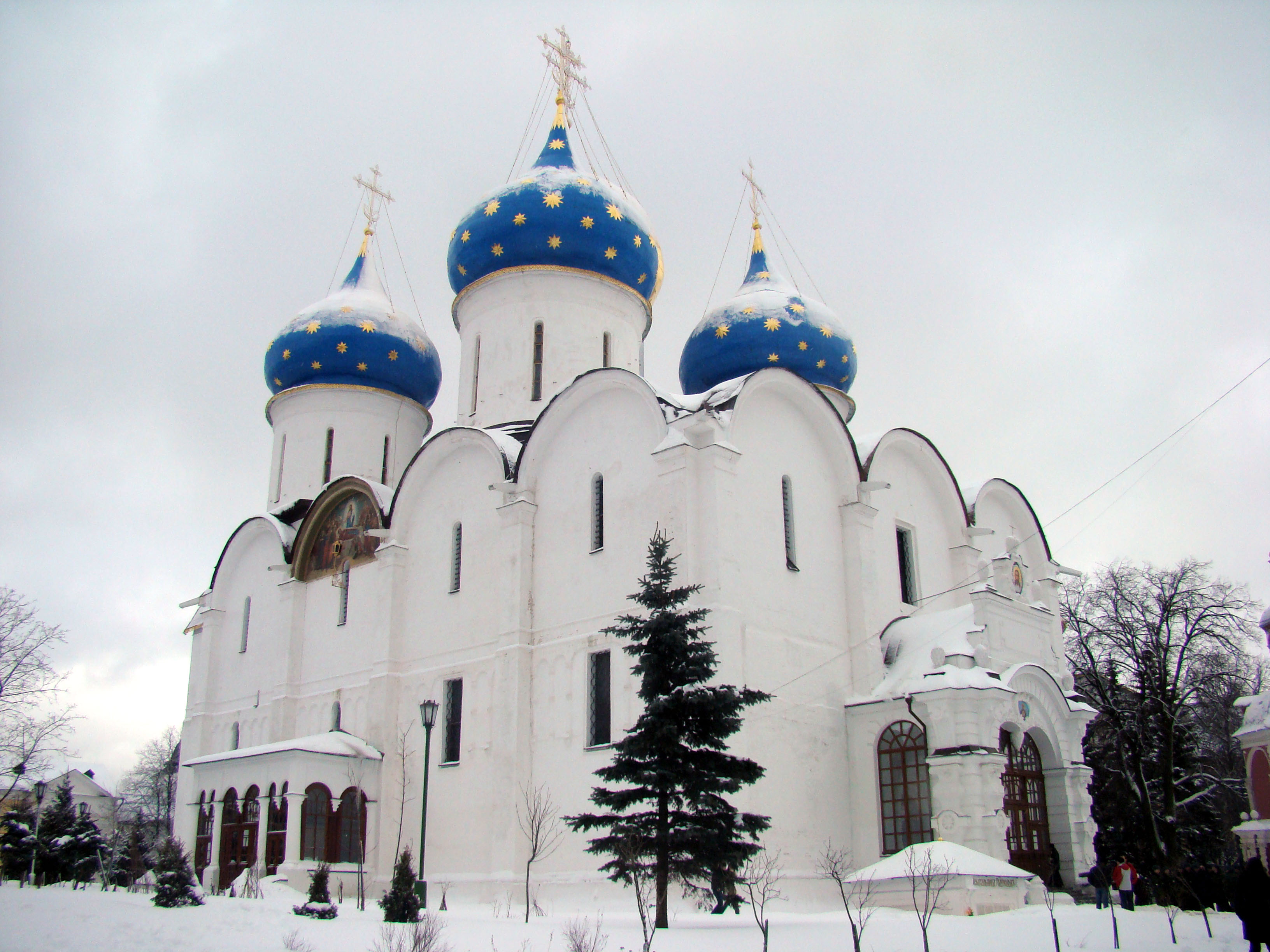
Mariä-Entschlafens-Kathedrale

Im zentralen Teil des Klostergeländes steht die Mariä-Entschlafens-Kathedrale (Успенский собор), oft nach der russischsprachigen Bezeichnung auch Uspenski-Kathedrale genannt. Sie wurde nach dem Vorbild der gleichnamigen Kathedrale des Moskauer Kremls erbaut. Dabei überragt die Uspenski-Kathedrale ihr Moskauer Pendant in der Höhe und ist auch von den neun Kirchenbauten des Klosters der größte. Der beiden Bauten gemeinsame architektonische Stil des 16. und 17. Jahrhunderts besteht insbesondere in der symmetrischen Fünf-Kuppel-Konstruktion: Der zentrale, höhere Kirchturm symbolisiert Jesus Christus, die vier um ihn herum angeordneten stehen für die vier Evangelisten.
Der Baubeginn der Kathedrale war im Jahr 1559, unter der Herrschaft Iwan IV. „des Schrecklichen“, der den Bau auch in Auftrag gegeben und finanziert hatte und der Grundsteinlegung mit seiner Familie beiwohnte. Es wird vermutet, dass der 1552 durch die Armee Iwans erlangte Sieg über das tatarische Khanat Kasan dafür der Anlass war. Die Errichtung von Gotteshäusern zum Gedenken an einen wichtigen militärischen Sieg war im damaligen Russland eine verbreitete Tradition – so wurde auch die Moskauer Basilius-Kathedrale ebenfalls von Iwan IV. anlässlich seines Siegs über Kasan gestiftet. Allerdings dauerte die Errichtung der Mariä-Entschlafens-Kathedrale länger als die der Basilius-Kathedrale, denn Iwan IV. soll bald das Interesse an dem Bauvorhaben verloren haben und stellte die Förderung ein. Daher konnte die Kathedrale erst 1585, nach seinem Tod, fertiggestellt werden.
Das Innere des Gotteshauses und Teile der Fassade wurden etwa hundert Jahre nach seiner Fertigstellung von Meistern aus der Lawra sowie aus Jaroslawl mit zahlreichen Fresken bemalt, die im Unterschied zu jenen aus der Dreifaltigkeitskathedrale bis heute überdauert haben. Die Ikonostase der Uspenski-Kathedrale stammt aus dem frühen 18. Jahrhundert und beinhaltet unter anderem Originalarbeiten des Moskauer Ikonenmalers Simon Uschakow.

### Krankenhausgemächer

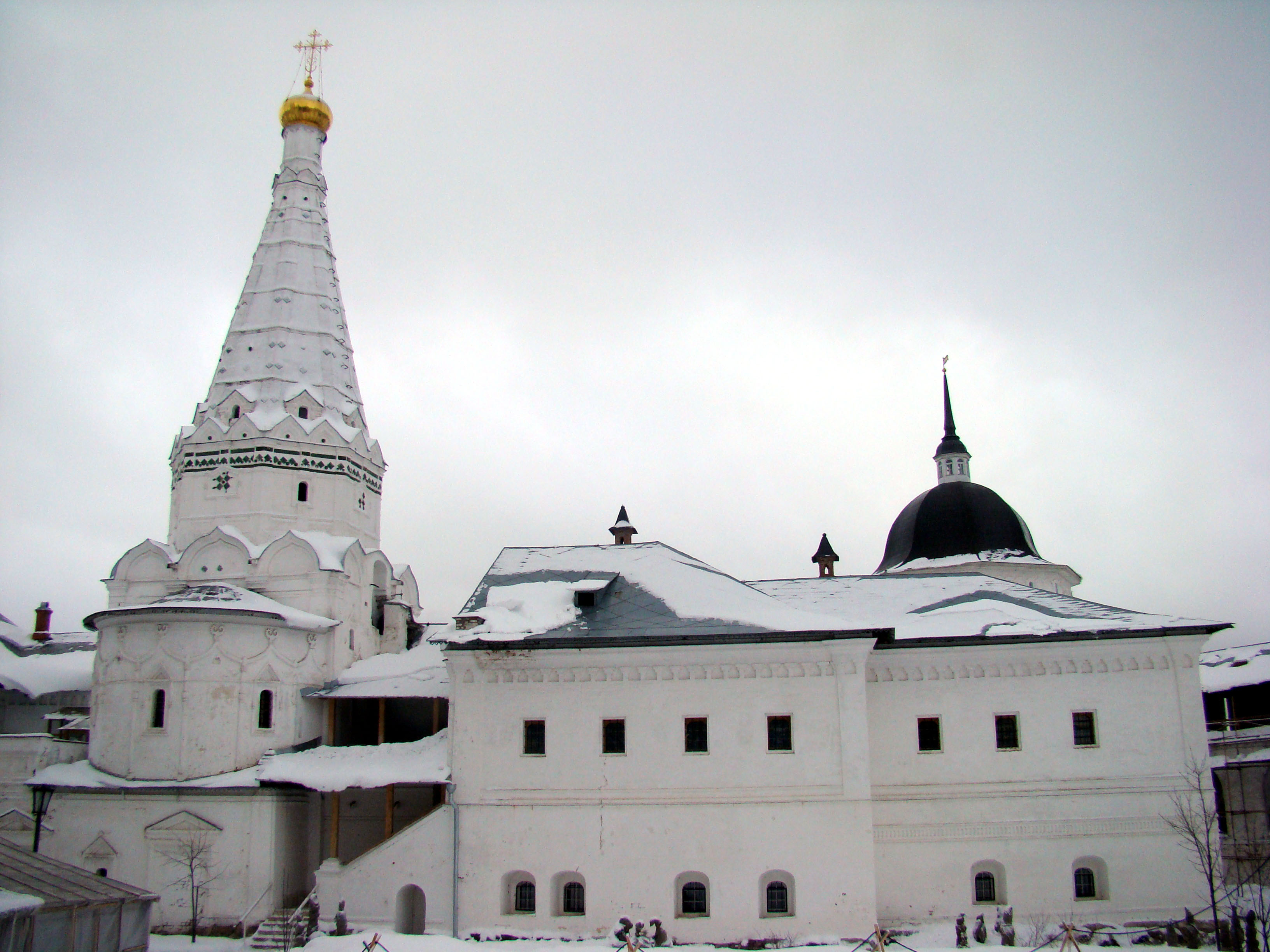
Ehemalige Krankenhausgemächer mit Kirche

Das Bauwerk am nordwestlichen Ende des Klosterterritoriums repräsentiert sowohl von der Architektur als auch von der ursprünglichen Bestimmung her die Zeit kurz nach der abgewehrten Belagerung des Klosters durch polnisch-litauische Truppen. Es sind die ehemaligen Krankenhausgemächer (Больничные палаты), die ursprünglich in der Tat als Klosterkrankenhaus dienten und im Angriffsfall auch als Lazarett hätten genutzt werden können. Das Gebäude wurde in den Jahren 1635 bis 1637, ein Vierteljahrhundert nach der Belagerung, erbaut. Es besteht nicht nur aus dem eigentlichen Krankenhaus, sondern schließt auch ein kleines Kirchengebäude mit ein – die gleichzeitig entstandene Kirche der Ehrwürdigen Sossim und Sawwati (Церковь преподобных Зосимы и Савватия Соловецких), die auf jene zwei Heiligen der Solowezki-Inseln geweiht wurde. Somit handelt es sich um eine im Ensemble des Klosters einzigartige Kombination aus einem Sakralbau und einer zivilen Einrichtung.
Da an dem Bau der Kirche und der Krankenhausgemächer seinerzeit Meister aus dem Solowezki-Kloster beteiligt waren – als architektonisches Vorbild könnte möglicherweise eine heute nicht mehr bestehende Kathedrale dieses Klosters gedient haben – gilt sie unter den Klosterbauten als Muster für die nordrussische Baukunst. Charakteristisch für diese Kirche ist insbesondere, dass sie der einzige Zeltdachbau innerhalb des Dreifaltigkeitsklosters ist.

### Refektorium, Sergius-Kirche und Michei-Kirche

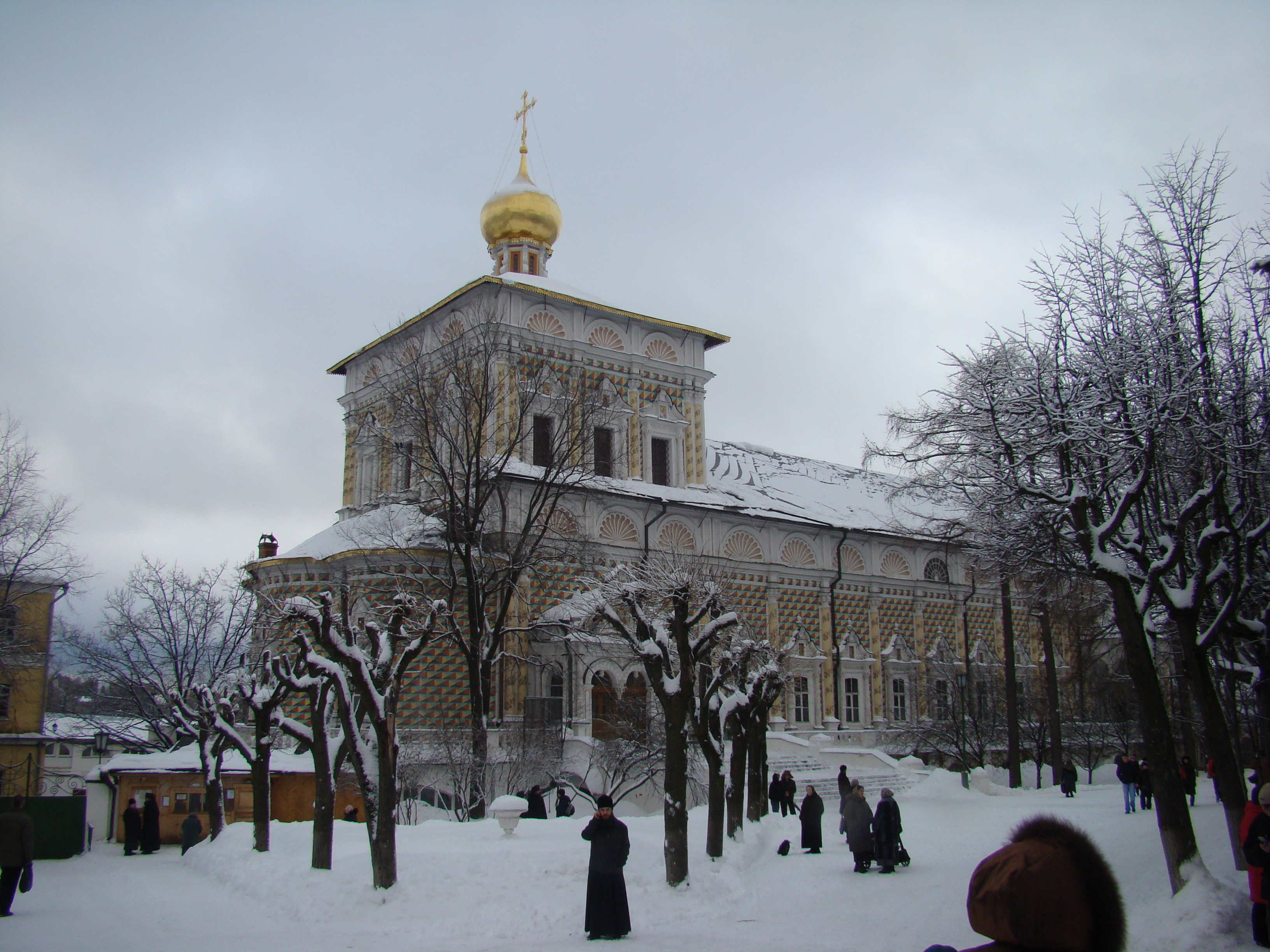
Refektorium und Sergius-Kirche

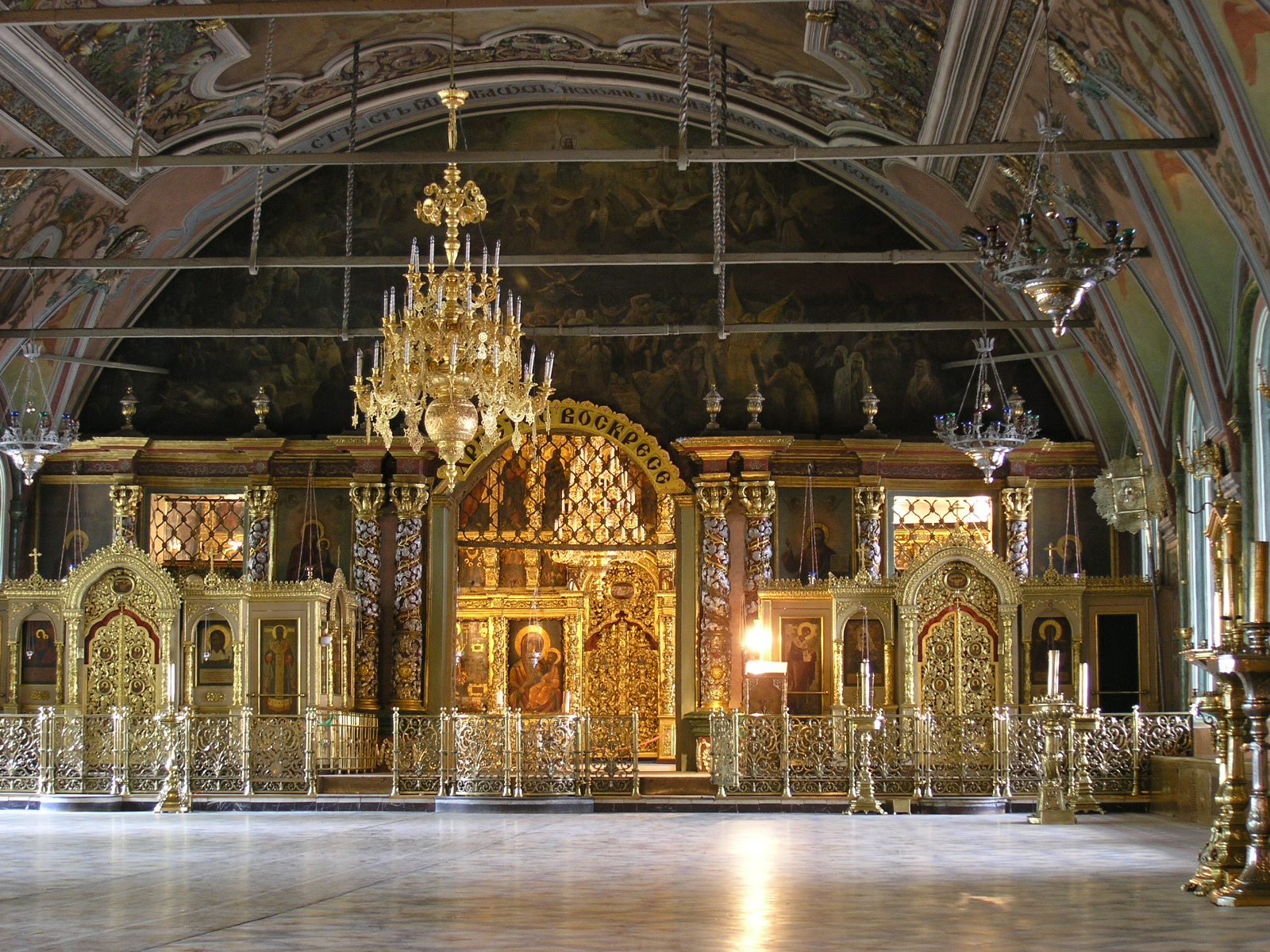
Innenraum des Refektoriums

Der Gebäudekomplex im südlichen Klosterteil, der sich dem Besucher wenige Meter nach dem Eingangstor auf der linken Seite eröffnet, beinhaltet das Refektorium (Трапезная палата), die hierin eingebaute Kirche des Ehrwürdigen Sergius (Церковь преподобного Сергия) sowie neben einem der Eingänge des Refektoriums die kleine Michei-Kirche (Михеевская церковь).
Das in den Jahren 1686–1692 erbaute Refektorium weist mehrere Besonderheiten auf, die es zu einem der bekanntesten Bauwerke des Klosterensembles machen. Mit seinen selbst für altrussische Verhältnisse ungewöhnlich reichhaltig verzierten Fassaden, deren Bemalung ein wenig an ein Schachbrett erinnert, wird das Refektoriumsgebäude vom Stil her zum Moskauer Barock gezählt. Auch weil das Bauwerk in seiner Ursprungsform nahezu unverändert erhalten geblieben ist, gilt es als eines der besten Beispiele dieser in Russland des späten 17. Jahrhunderts verbreiteten Bauart. Ebenfalls sehr prunkvoll ist die Ausstattung des rund 510 Quadratmeter großen Innenraumes des Refektoriums, der – für seine Zeit noch recht ungewöhnlich – trotz seiner Größe ohne Zwischenstützen auskommt. Hervorzuheben sind dort vor allem die Malereien an den Wänden und am Gewölbe, die in den 1770er-Jahren auf Anordnung Katharina der Großen ausgeführt wurden.
Während das Refektorium ursprünglich seiner eigentlichen Bestimmung gemäß als Festsaal für die Ausrichtung von Feierlichkeiten und wichtigen Empfängen genutzt wurde, dient sein Innenraum heute gänzlich als Gebetsraum der auf den Klostergründer geweihten Kirche des Ehrwürdigen Sergius. Die Gottesdienste werden dort in den Wintermonaten regelmäßig abgehalten. Im Obergeschoss des Refektoriums unter der Kirchenkuppel befindet sich die Klosterbibliothek, die schon beim Bau des Gebäudes zu den größten Büchersammlungen in ganz Russland gehörte.
Die Michei-Kirche, die vor dem rechten Eingang des Refektoriums steht, wurde 1734 eingeweiht und im 19. Jahrhundert mit den heute zu sehenden Fassadenornamenten ausgeschmückt. Geweiht wurde sie auf den heiliggesprochenen Klostervorsteher Michei, der zu den geistigen Erben Sergius’ von Radonesch gehörte. Dort ruhen auch die Reliquien des Michei.

### Torkirche Johannes der Täufer

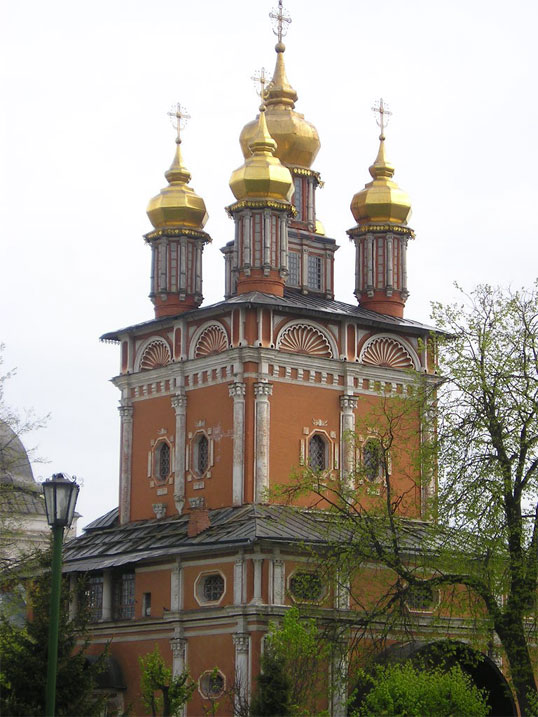
Johanneskirche

Ebenfalls zum Moskauer Barock wird die Torkirche der Geburt Johannes des Täufers (Надвратная Церковь Рождества Иоанна Предтечи) gezählt, die denn auch fast zeitgleich mit dem Refektorium – in den Jahren 1692 bis 1699 – entstand. Sie stellt einen wesentlichen Bestandteil des Komplexes um den Haupteingang des Klosters dar. Bis Mitte des 16. Jahrhunderts, als die Klostermauer im Zuge ihres Ausbaus ein paar Meter Richtung Osten verlegt wurde, befand sich die Kirche unmittelbar über dem Tor in der Mauer, was ihr auch die Bezeichnung „Torkirche“ gebracht hat. Heute ergänzt sie das Heilige Tor, und das Portal im Basisteil der Kirche dient neben diesem als Durchgang zum Kloster. Daneben wird die Kirche auch als Gotteshaus genutzt, insbesondere werden hier den Gläubigen Beichten abgenommen.
Die Geldmittel für den Bau der Johanneskirche wurden vom Großkaufmann Grigori Stroganow, einem der bekanntesten Vertreter der Industriellenfamilie der Stroganows, gestiftet. Das stellt neben anderen Kirchen des Dreifaltigkeitsklosters, die in ihrer Mehrheit von Zaren, Bojaren oder Hochadligen gestiftet worden waren, eine Besonderheit dar. Es unterstreicht auf der anderen Seite aber auch die Tatsache, dass das Gotteshaus gerade zu jener Zeit entstand, als sich das Unternehmertum in Russland neben dem Adel gesellschaftlich immer mehr zu behaupten vermochte und mitunter auch enge Verbindungen zum Zarenhof hatte. Die rot gestrichene und mit zahlreichen Fassadenornamenten verzierte Kirche weist, ähnlich der Mariä-Entschlafens-Kathedrale, eine Fünf-Kuppel-Konstruktion auf, die jedoch von der Form her in einem ganz anderen, etwas „europäischer“ wirkenden Stil gehalten wurde.

### Smolensker Kirche

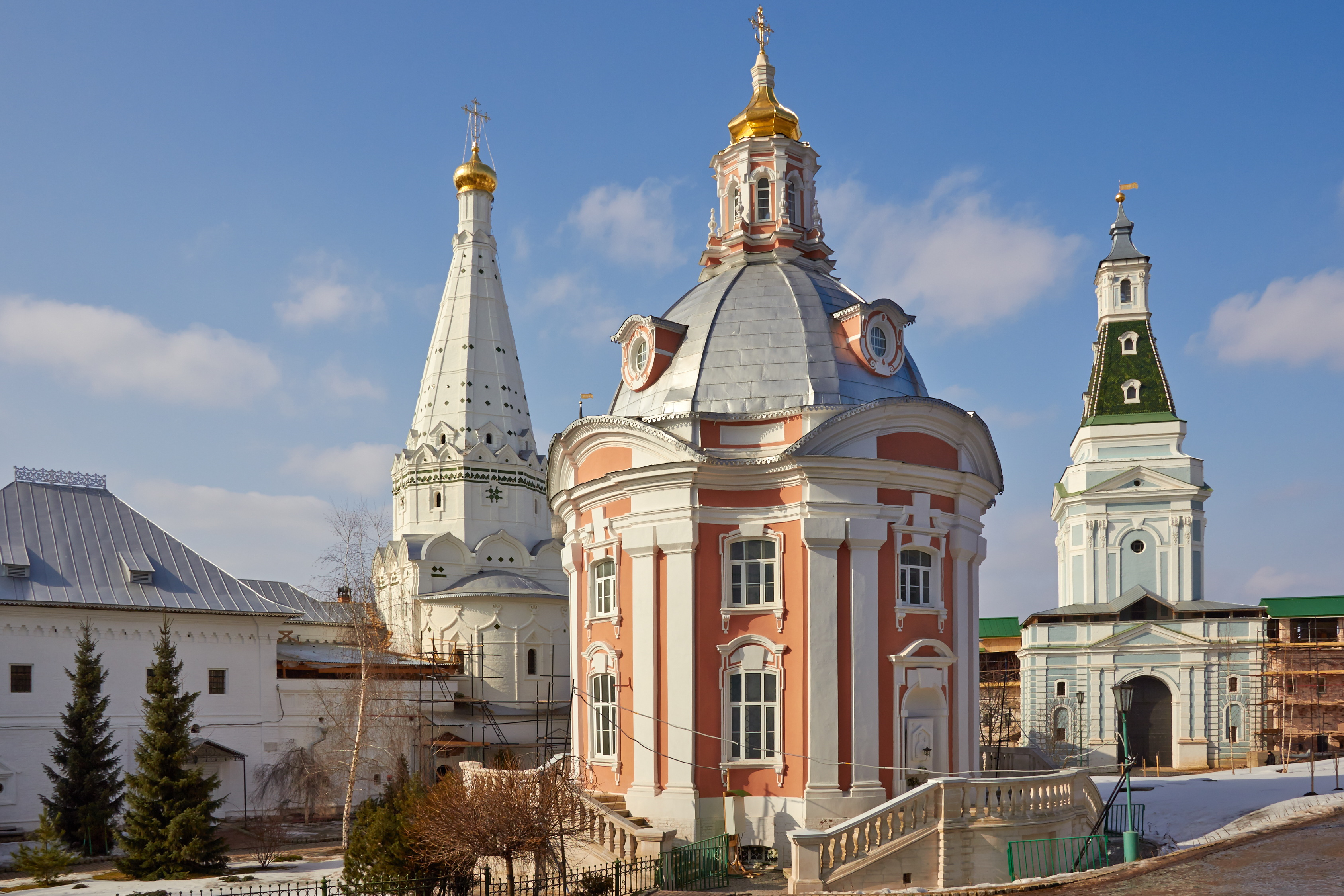
Smolensker Kirche

Gleich rechts neben den ehemaligen Krankenhausgemächern steht die Kirche der Gottesmutter-Ikone von Smolensk (Церковь Смоленской иконы Божией Матери). Sie wurde in den Jahren 1745–1748 errichtet und ist damit einer der vergleichsweise jungen Bestandteile des Klosterensembles. Auch sie wird zum Barockstil gezählt, der auch die bevorzugte Stilrichtung ihres Architekten Dmitri Uchtomski war, zur Herrschaftszeit der Zarin Elisabeth des Hauptarchitekten Moskaus. Geweiht wurde die Kirche auf die von russisch-orthodoxen Gläubigen verehrte Ikone der Gottesmutter von Smolensk, deren Urheberschaft dem Evangelisten Lukas zugeschrieben wird. Als Stifter des Gotteshauses gilt Graf Alexei Rasumowski, der auch als Liebhaber der Zarin Elisabeth bekannt war.
Die annähernd runde, hellblau gestrichene Fassade der Kirche ist in gleichmäßigen Abständen durch mehrere weiße Pilasterpaare getrennt und wird vorne von dem breiten Geländer der zweiläufigen Zugangstreppen ergänzt. Oben wird das Gebäude von einer mächtigen Kuppelkonstruktion gekrönt, deren Spitze ein vergoldeter Zwiebelturm bildet. Die Smolensker Kirche gilt architektonisch als Ergänzung des benachbarten Glockenturms, der vom gleichen Architekten entworfen wurde. Die Ikonostase im Inneren der Kirche wurde im Jahr 1748 erschaffen und stammt ursprünglich aus der nicht mehr erhaltenen Kirche der Heiligen Praskewia im alten Moskauer Kaufmannsviertel Samoskworetschje.

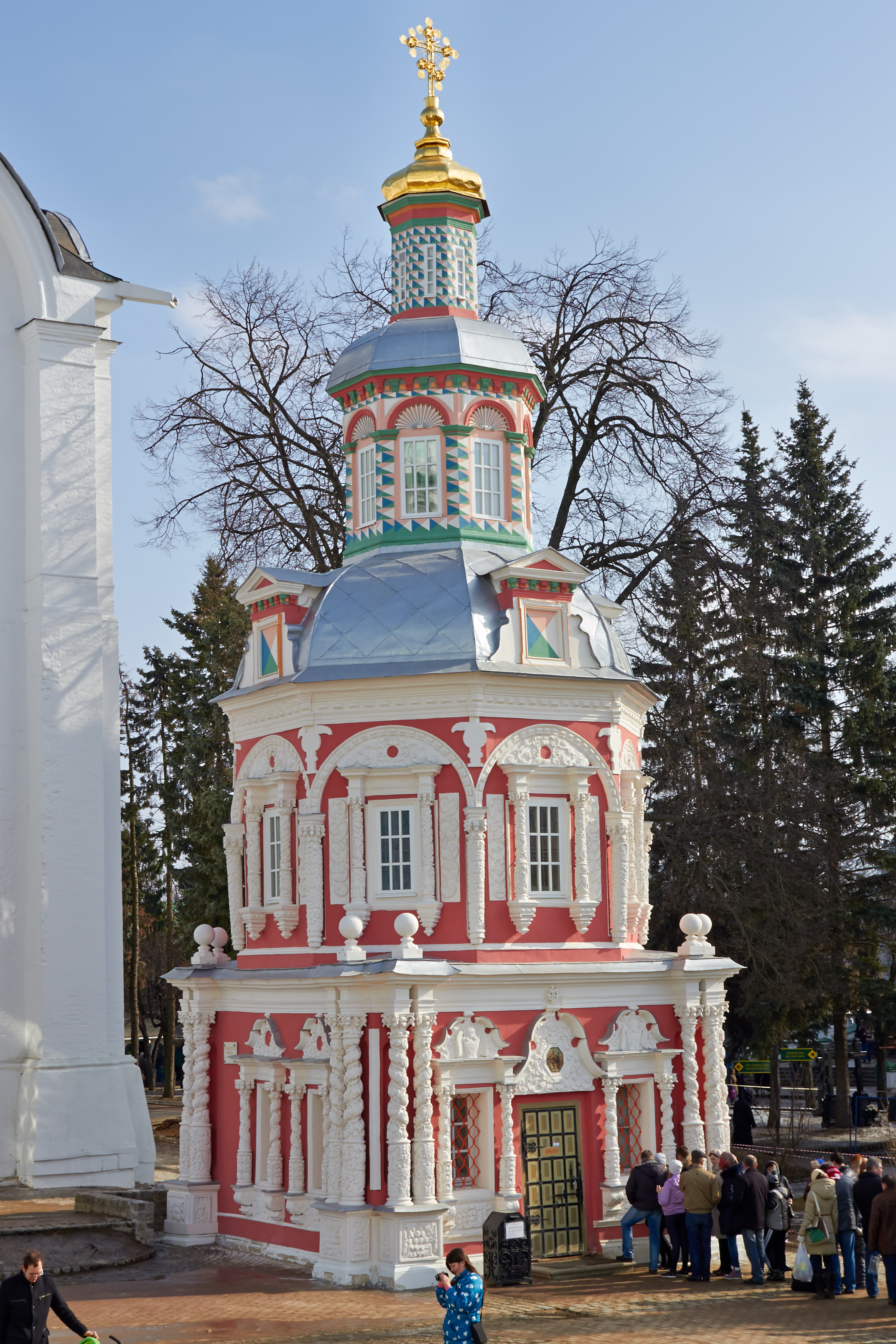
Brunnenkapelle

### Mariä-Himmelfahrts-Brunnen mit Kapelle
Im Klosterhof zwischen der Mariä-Entschlafens-Kathedrale und dem Glockenturm gibt es den sogenannten Mariä-Himmelfahrts-Brunnen (Успенский кладезь), der Wasser spendet, welches unter den Gläubigen als „heiliges Wasser“ gilt. Es wird daran geglaubt, dass dieses Wasser Krankheiten kuriert und für das seelische und körperliche Wohlbefinden gut ist. Bis heute kommen daher Menschen von nah und fern, um Wasser aus dem Mariä-Himmelfahrts-Brunnen zu holen. Die Kapelle, die den Brunnen beherbergt, wurde in etwa Mitte bis Ende des 17. Jahrhunderts errichtet. Sie ähnelt von ihrer Form her einer kleinen vierstöckigen Kirche und fällt durch ihre reichlich vorhandenen dekorativen Elemente an der Fassade auf, die der Kapelle eine überaus schmucke und feierliche Gestalt verleihen.

### Glockenturm

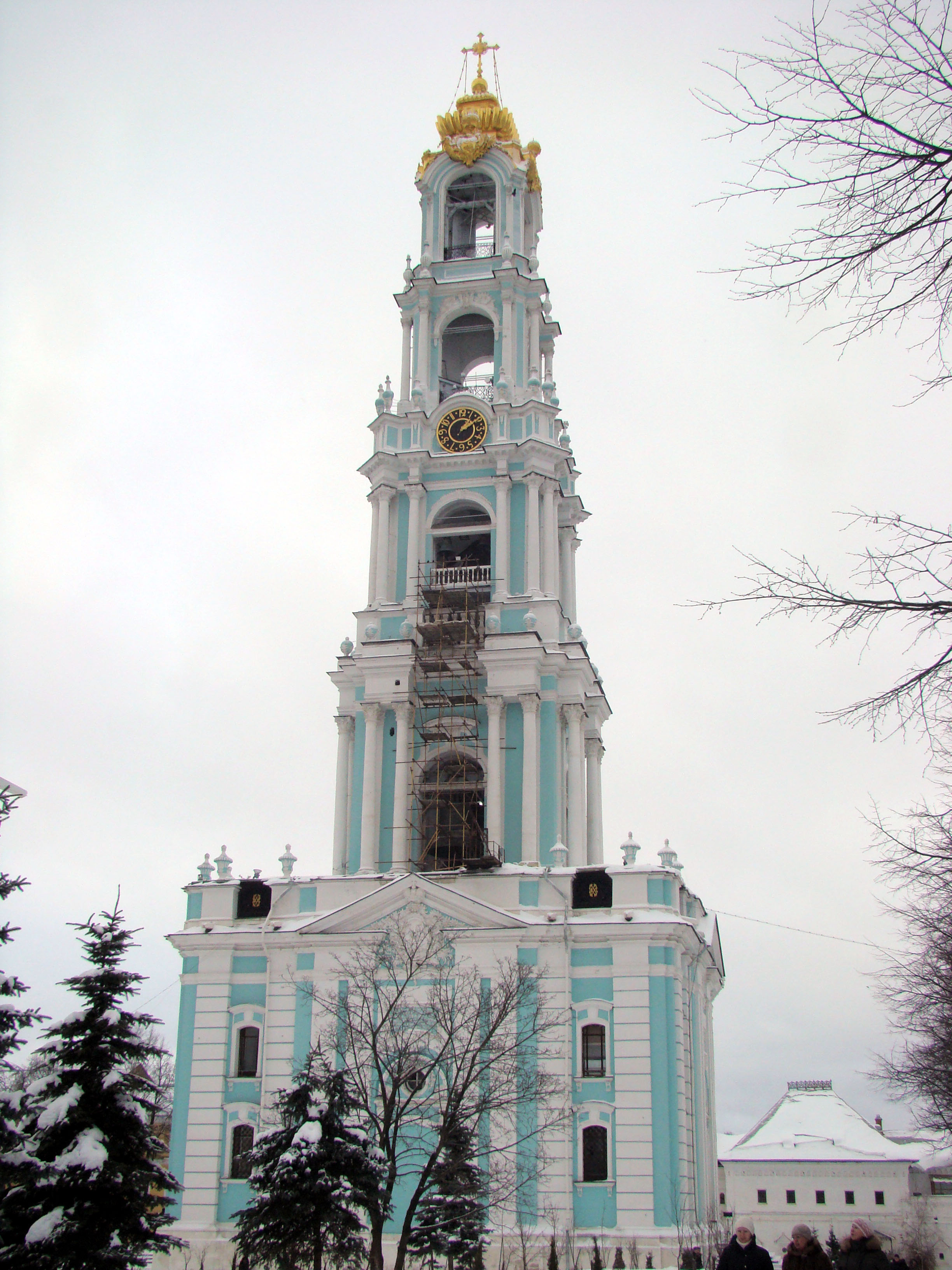
Glockenturm

Der Glockenturm der Lawra ist mit 88 Metern das höchste Gebäude im Kloster. Es steht auf dem „Kathedralenplatz“ in unmittelbarer Nachbarschaft der Dreifaltigkeits- und der Mariä-Entschlafens-Kathedrale sowie der Smolensker Kirche. Hauptarchitekt des Glockenturmes war Kaiserin Elisabeths Hofbaumeister Dmitri Uchtomski, der auch die Smolensker Kirche erbauen ließ – der Grundstein für die letztere wurde denn auch fast zeitgleich mit dem für den Glockenturm gelegt, auch wenn letzterer erst 1768 vollendet wurde.
Sowohl wegen seiner überragenden Höhe als auch bedingt durch die Konstruktion ist der Sergijew Possader Glockenturm das wohl auffälligste Gebäude des Dreifaltigkeitsklosters. Gestrichen in der gleichen hellblauen Farbe wie die Smolensker Kirche, besteht es aus einem breiten, annähernd würfelförmigen Basisteil, auf den vier Stockwerke folgen, von denen jedes über seinen eigenen Glockenraum verfügt. Abgeschlossen wird das obere Stockwerk von einer vergoldeten dekorativen Dachkonstruktion, die von einem weithin sichtbaren Kreuz gekrönt wird. Zwischen dem dritten und dem vierten Stockwerk befindet sich eine Turmuhr, die ursprünglich im Jahre 1784 von Meistern aus Tula gefertigt und 1905 ausgewechselt wurde.
Die Glockenräume des Turmes beherbergten einst bis zu 50 Glocken verschiedener Größen, von denen einige besonders prachtvolle Stücke, wie vieles im Dreifaltigkeitskloster, aus Spenden stammte – so beispielsweise die 1594 gegossene Lebed-Glocke (zu Deutsch „Schwan“), die von Boris Godunow gestiftet wurde. Die schwerste Glocke war mit rund 64 Tonnen die Zarenglocke (Царь-Колокол), die nicht zu verwechseln ist mit dem gleichnamigen Meisterwerk der russischen Gießereikunst aus dem Moskauer Kreml. In den 1930er-Jahren wurden über zwei Dutzend der Lawra-Glocken zerstört oder umgeschmolzen, darunter auch die Zarenglocke. Seit 2004 hängt auf dem Glockenturm jedoch ein Nachguss von ihr, der rund 72 Tonnen wiegt.
1792 wurde auf dem Platz neben dem Glockenturm ein mit einer Sonnenuhr geschmückter Obelisk aufgestellt. An ihm wurden vier Gedenktafeln angebracht, die an die ruhmreiche Vergangenheit des Stiftes, unter anderem an dessen heldenhafte Verteidigung gegen die Interventen, erinnern.

### Familiengruft der Godunows

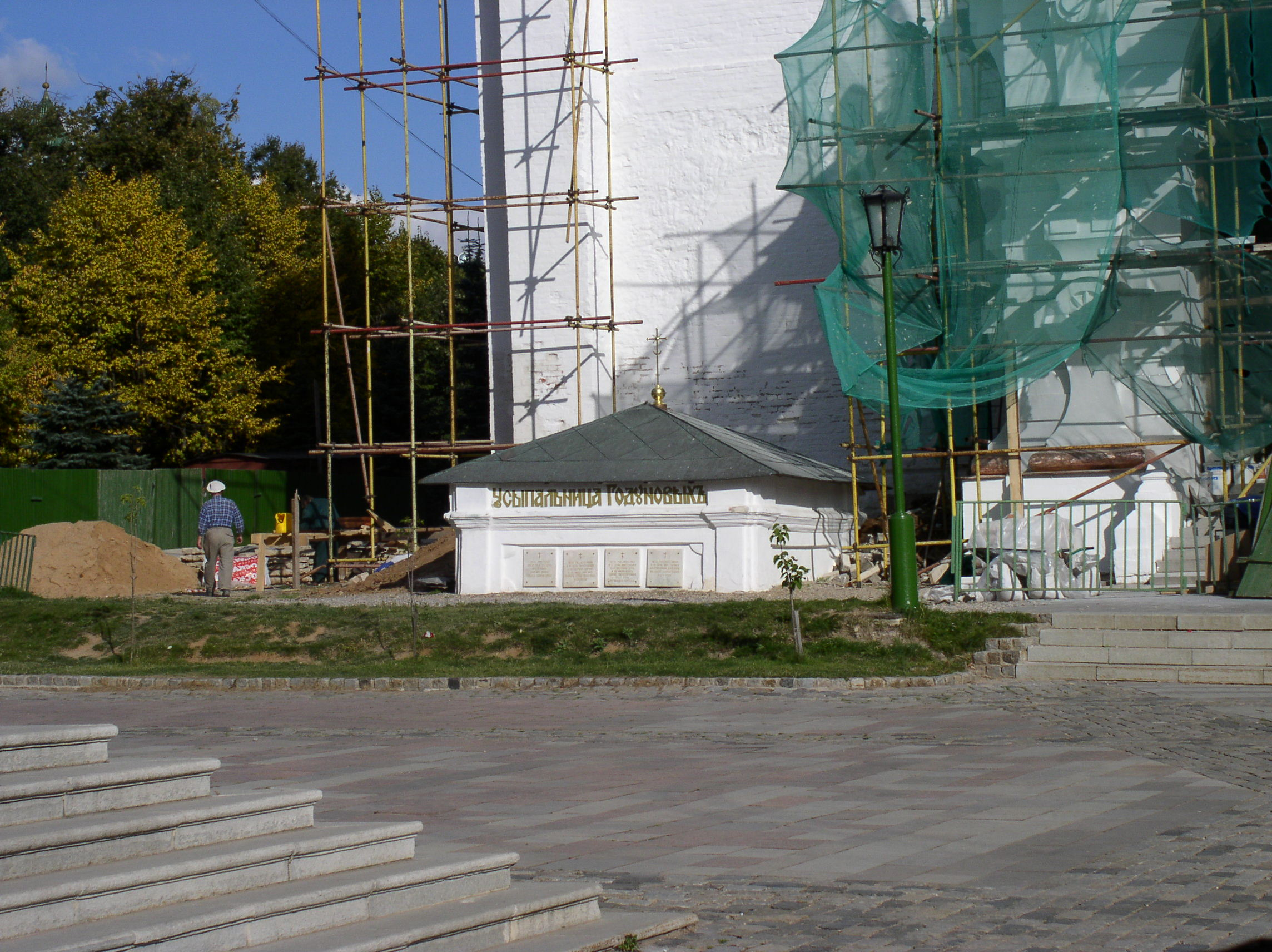
Godunow-Gruft

An der Westwand der Mariä-Entschlafens-Kathedrale befindet sich mit der Familiengruft der Godunows das wohl bekannteste Begräbnis auf dem Klostergelände. Ursprünglich war es in eine der Räumlichkeiten der Kathedrale eingebaut worden; seit ihrem Umbau Ende des 18. Jahrhunderts, bei dem dieser Raum verschwand, befindet sich die Gruft nun draußen, in einem kleinen zeltähnlichen Bau.
Neben dem Zaren Boris Godunow, der in seiner Herrschaftszeit zu den Hauptspendern des Klosters gehörte – neben Geldschenkungen stiftete er unter anderem Glocken oder Kunstwerke von immensem Wert – ruhen dort seine Ehefrau Maria und sein Sohn Fjodor, die beide in den Wirren der Smuta von Anhängern des Falschen Dmitri ermordet wurden. Außerdem wurde Godunows Tochter Xenia, die 1622 als Nonne in Susdal verstorben war, hier beigesetzt.

### Metropolitengemächer

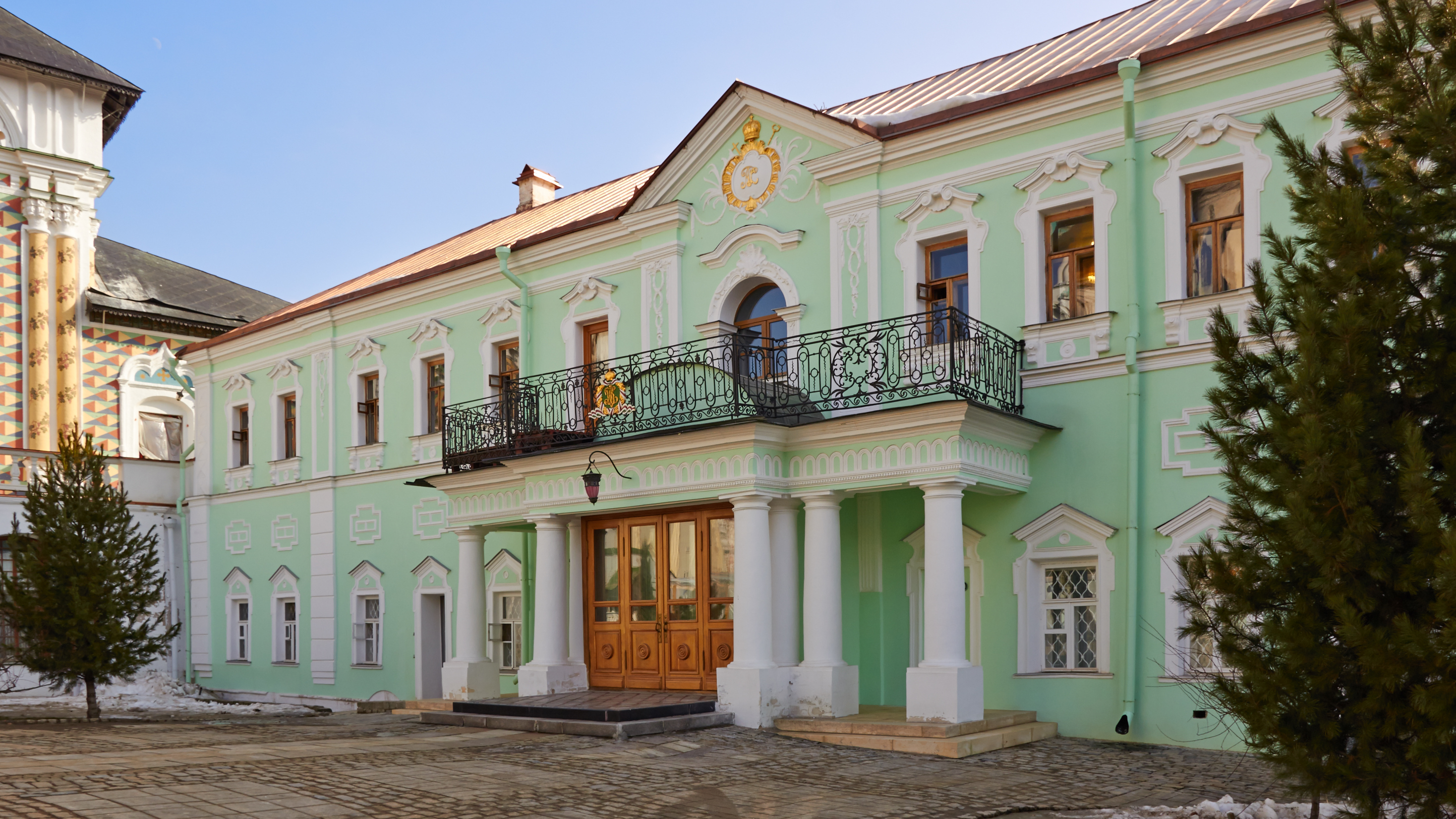
Metropolitengemächer (heute: Patriarchenresidenz)

Das Gebäude zwischen dem Refektorium und der Nikon-Kirche diente einst als Metropolitengemächer (Митрополичьи покои), also Residenz des Metropoliten bei seinen Besuchen im Dreifaltigkeitskloster während der wichtigen Feierlichkeiten. Heute stellt dieses Haus die Residenz des Patriarchen der Russisch-Orthodoxen Kirche dar, der gleichzeitig auch den Rang des Klostervorstehers innehat. Da sich das Gebäude auf einer Anhöhe befindet, hat es an der Nordseite zwei Stockwerke und an der Südseite drei. Erbaut wurde es in den Jahren 1687–1692 auf Basis der älteren Gemächer aus dem 16. und 17. Jahrhundert. 1778 erhielt es im Zuge eines Umbaus sein heutiges Aussehen, wobei die Hauptfassade an der Nordseite, die sich dem Besucher des Klosters eröffnet, im barocken Stil gehalten wurde. Ihr zentraler Teil wird von einem großen Balkon mit dekorativen gusseisernen Geländern dominiert, der von acht Säulen am Eingangsportal gestützt wird. In den Obergeschossen der Gemächer befindet sich eine kleine Kirche, die 1949 auf den Heiligen Philaretos geweiht wurde, sowie unter anderem Paradesäle mit im Jahre 1778 ebenfalls barock bemalten Gewölben.

### Zarengemächer
Die Tatsache, dass das Dreifaltigkeitskloster schon im 15. Jahrhundert auch eine Pilgerstätte für Großfürsten und später für Zaren des vereinigten Russischen Zarentums (seit dem 18. Jahrhundert: Russischen Reichs) war, erklärt auch, dass es dort eine speziell für die Unterbringung der Zarenfamilie und ihres Gefolges erbaute Residenz gab. Das bis heute erhaltene, 1692 fertiggestellte Gebäude der ehemaligen Zarengemächer (Царские Чертоги) erfüllte diese Funktion im 18. Jahrhundert. Es handelt sich hierbei um ein zweistöckiges, von seinen Dimensionen her palastähnliches Gebäude im nördlichen Teil des Klosters. Da es zur gleichen Zeit wie das Refektorium erbaut wurde, überrascht es nicht, dass die beiden Bauwerke architektonisch eine Reihe von Ähnlichkeiten aufweisen. Insbesondere hat die südliche Fassade der Zarengemächer, die zum Zentrum des Klosters hin gewandt ist, eine ähnliche „schachbrettartige“ Ornamentierung erhalten. Die westliche Fassade des Palastes wurde erst 1745–1748 gestaltet und enthält eine Reihe von Reliefdarstellungen, die Peter I. „dem Großen“ und seinen Kriegsfeldzügen gewidmet sind. Im östlichen Gebäudeteil wurde im Jahre 1870 die Kirche des Schutzes und der Fürbitte der Gottesmutter (Церковь Покрова Божией Матери) errichtet.
Seit der Verlegung der Moskauer Geistlichen Akademie ins Dreifaltigkeitskloster im Jahre 1814 gehören die ehemaligen Zarengemächer zum Gebäudekomplex der Akademie.

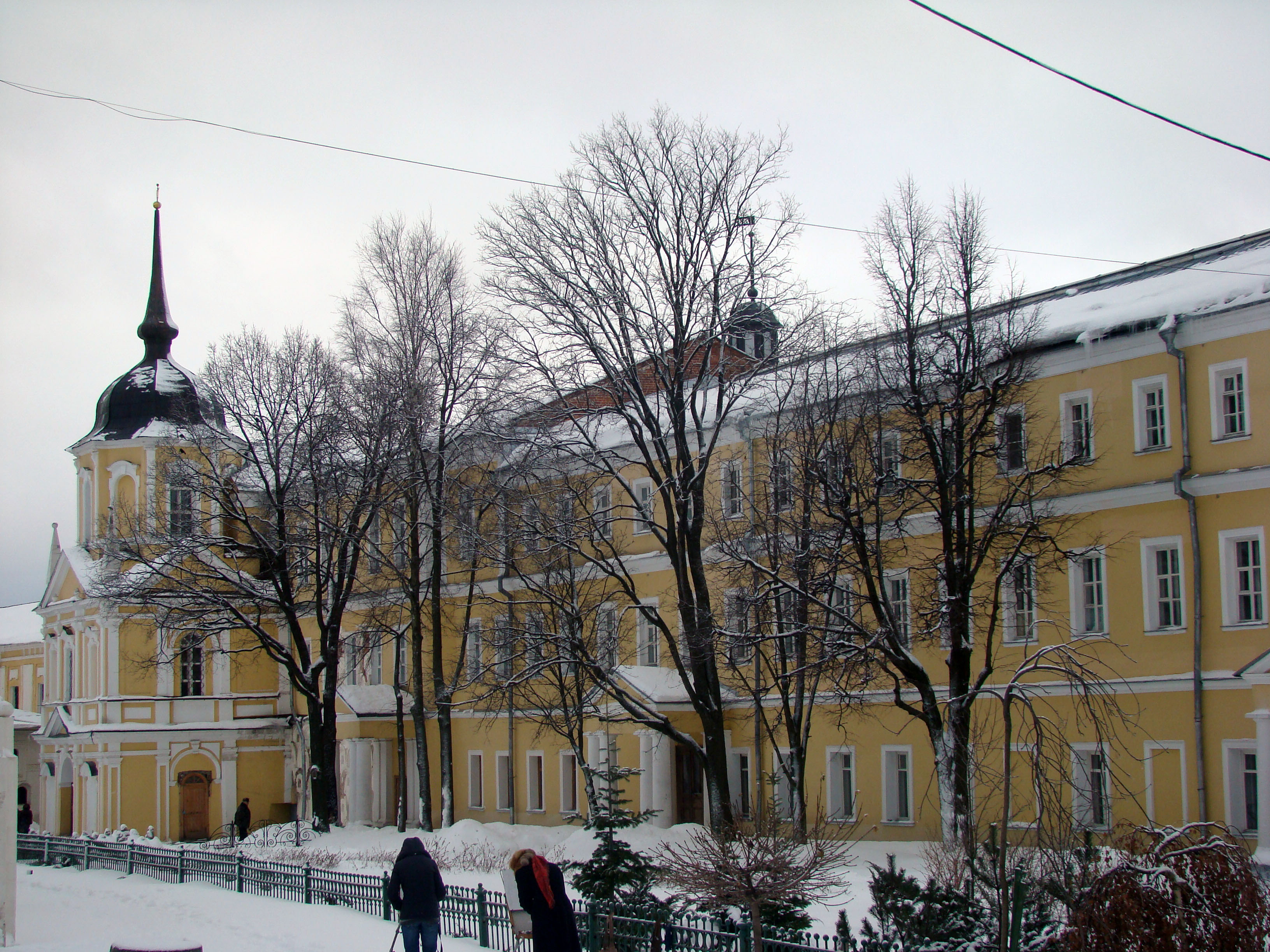
Sakristei

### Sakristei
Die Sakristei (Ризница) oder auch Schatzkammer wurde 1782 errichtet und zählt damit zu den neuesten Bauwerken des Dreifaltigkeitsklosters. Entsprechend seiner Entstehungszeit ist die Architektur des Gebäudes dem frühklassizistischen Stil zuzuordnen. Die Sakristei grenzt unmittelbar an die Dreifaltigkeitskathedrale an und beherbergt heute viele der Kunstschätze, die dem Dreifaltigkeitskloster vom 14. bis zum 18. Jahrhundert überreicht wurden. Die Sammlung kann im Rahmen einer Gruppenführung besichtigt werden.

### Klostermauer und Wehrtürme

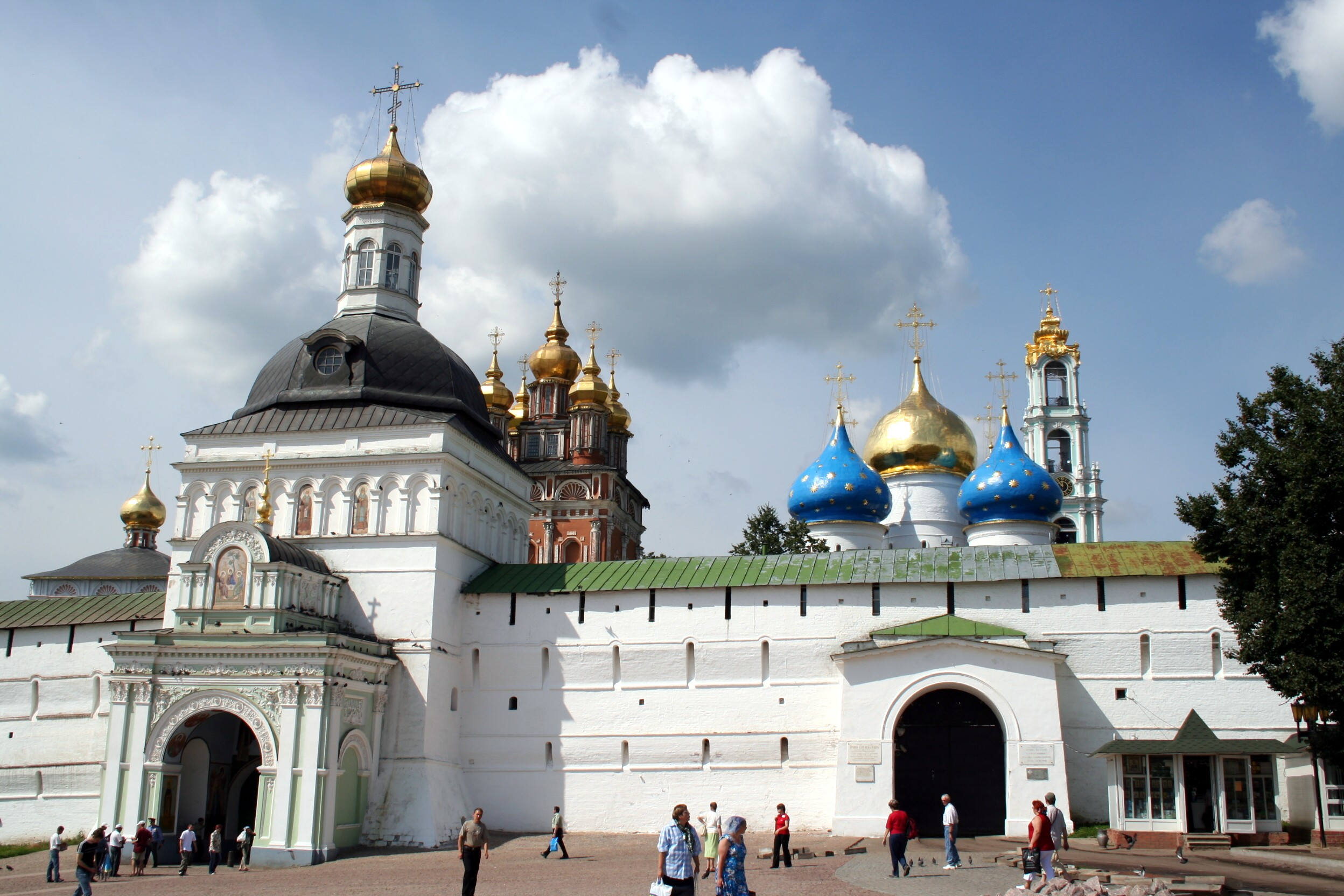
Das Heilige Tor mit dem Roten Turm

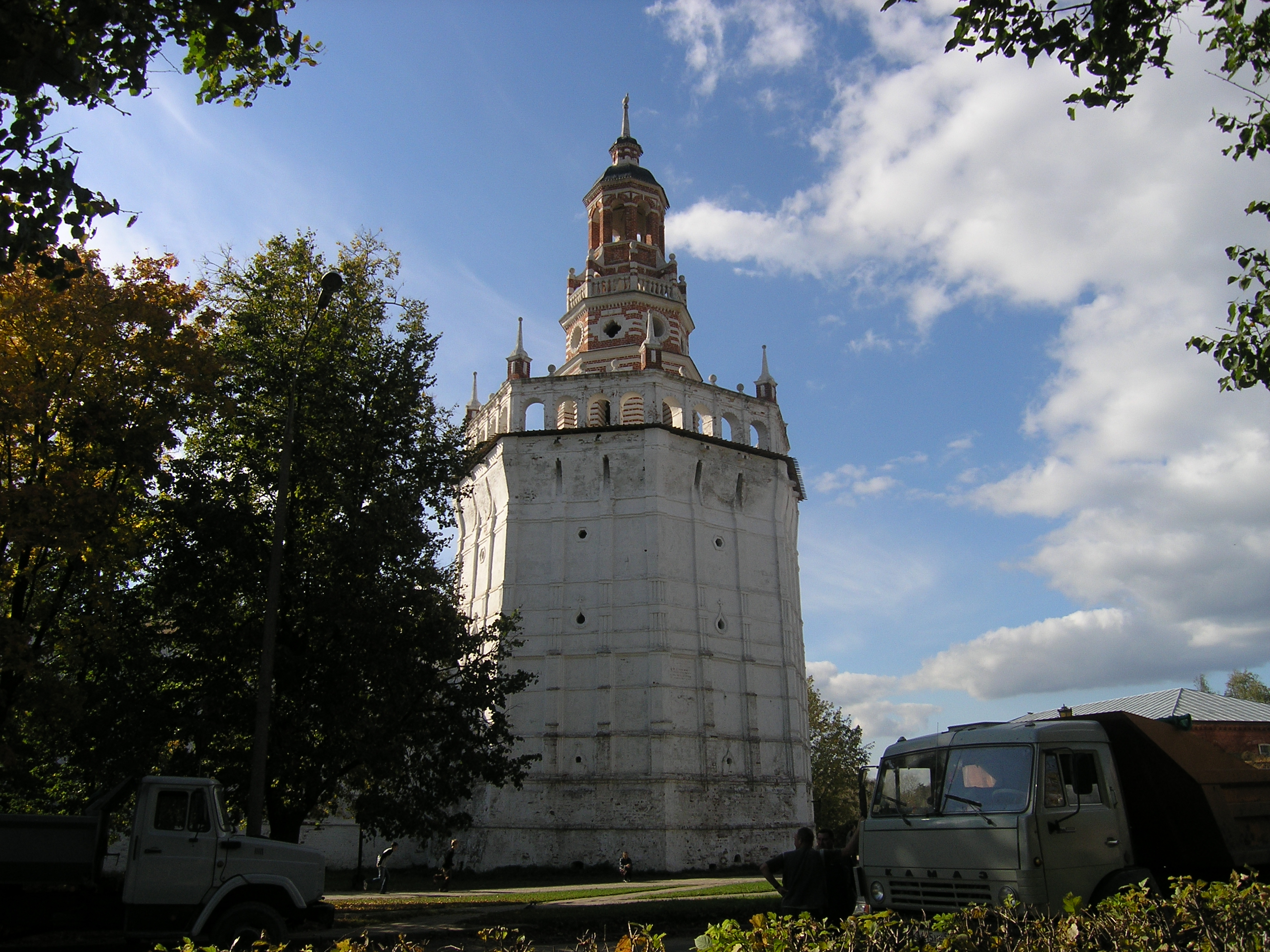
Ententurm

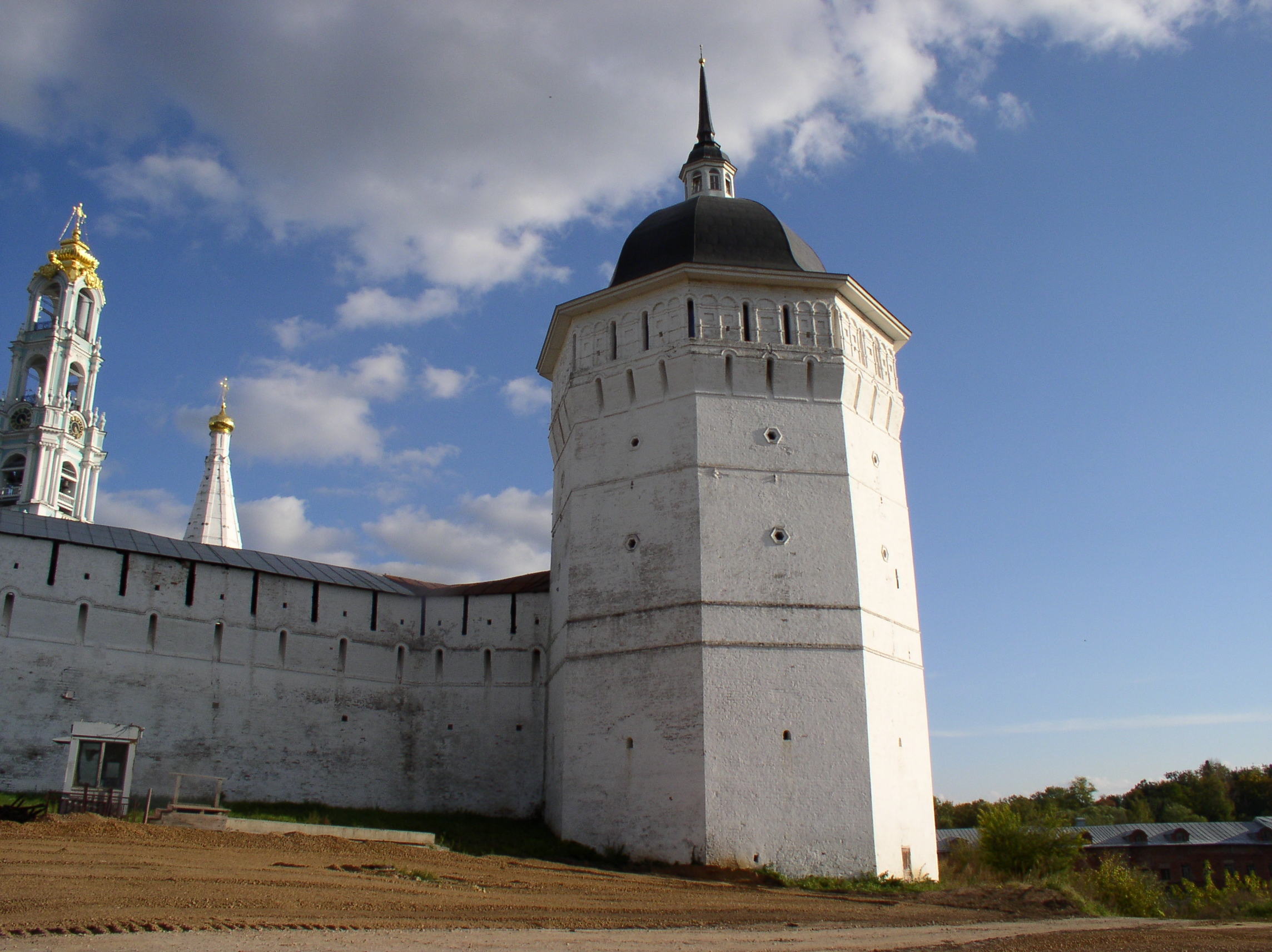
Zimmermannturm

Die heutige Mauer des Dreifaltigkeitsklosters stammt im Wesentlichen aus dem frühen 17. Jahrhundert, als sie nach der überstandenen Belagerung durch polnisch-litauische Interventen letztmals ausgebaut und befestigt wurde. Die Mauer ist insgesamt 1284 m lang und hat, ähnlich den altrussischen Kremlanlagen, mehrere in sie eingebaute Wehrtürme, von denen wiederum einige über ein Ein- und Ausgangstor zum Kloster verfügen. Die meisten Türme entstanden bereits Mitte des 16. Jahrhunderts. Bis heute erhalten geblieben sind elf Türme, davon drei mit Toren.
Der zentrale Wehrturm ist der sogenannte Rote Turm (Красная башня), dessen Tor – genannt Heiliges Tor (Святые ворота) – zugleich als Haupt- und Paradeeingang des Klosters dient. Der 14 m hohe Turm ist in die östliche Seite der Mauer eingebaut, die zur Straße nach Moskau und Jaroslawl sowie der parallelen Eisenbahnstrecke hin gewandt ist. Wie auch die meisten Wehrtürme des Dreifaltigkeitsklosters stammt er aus der Mitte des 16. Jahrhunderts, wobei sein oberer Teil, der stilistisch an einen Kirchturm angelehnt wurde und mit einer zwiebelförmigen Kuppel und einem Kreuz gekrönt ist, im Jahre 1856 ergänzt wurde. Das bogenförmige Heilige Tor, welches jeder Besucher des Klosters durchläuft, ist in seinem Inneren durch Fresken geschmückt, die unter anderem das Leben des Heiligen Sergius zum Thema haben.
Einer der bekanntesten Wehrtürme ist darüber hinaus der Ententurm (Уточья башня). Dieser Name soll laut einer Legende dadurch zustande gekommen sein, dass der damals noch nicht zum Zaren gekrönte Peter der Große, als er sich zur Zeit der Strelizenaufstände im Kloster verborgen hielt, zum Zeitvertreib von diesem Turm aus Enten am nahe gelegenen Teich geschossen haben soll. Später soll dann zur Erinnerung daran die Spitze des Turms mit einer Entenfigur geschmückt worden sein, die dort bis heute aufgestellt ist. Der Ententurm weist eine Höhe von 22 m auf.
Die beiden anderen Türme mit Toren sind der Wasserturm (Водяная башня) an der südwestlichen Ecke der Mauer und der Pfortenturm (Каличья башня) am Nordabschnitt derselbigen. Das Wasserturm-Tor stammt aus dem 16. Jahrhundert und diente einst der Versorgung des Klosters mit Wasser aus dem nahen Kellermeisterteich (Келарский пруд). Der eigentliche Turm, der ein achteckiges Profil mit einem Durchmesser von 18 m bei einer Höhe von 25 m aufweist, wurde in der jetzigen Form im frühen 17. Jahrhundert, nach der Belagerung durch Polen-Litauen, errichtet. Der Pfortenturm wurde in seiner heutigen Gestalt in den Jahren 1759–1772 errichtet und ist vermutlich nach seinem Tor benannt, welches bis auf eine kleine Pforte meist verschlossen blieb.
Die weiteren Wehrtürme in der Klostermauer sind: der Freitagsturm (Пятницкая башня) an der südöstlichen Ecke der Mauer, der Zwiebelturm (Луковая башня), der seinen Namen einem einst davor gelegenen Zwiebelgarten verdankt, der Bierturm (Пивная башня), in dem ursprünglich Nahrungsmittelvorräte gelagert wurden, ferner der Kellermeisterturm (Келарская башня), der Zimmermannturm (Плотничья башня), der Klingelturm (Звонковая башня) und der Trockenturm (Сушильная башня).